# Чорноморська работоргівля
Чорноморська работоргівля переправляла людей через Чорне море зі Східної Європи та Кавказу в рабство в Середземномор'ї та на Близькому Сході . Чорноморська работоргівля була центром работоргівлі між Європою та рештою світу з давнини до ХІХ століття. Однією з головних і найбільш значущих работоргівель Чорноморського регіону була торгівля Кримського ханства, відома як Кримська работоргівля.
Чорне море розташоване в регіоні, який історично домінував на околицях імперій, завоювань і основних торговельних шляхів між Європою, Середземномор’ям і Центральною Азією, зокрема стародавнього Шовкового шляху, який зробив Чорне море ідеальним для работоргівлі військовополоненими, проданими вздовж торгових шляхів.
У ранньому Середньовіччі Імперія ромеїв імпортувала рабів від варягів, які перевозили європейських полонених шляхом з варягів у греки до візантійських портів на Чорному морі. У пізньому Середньовіччі торговельні колонії Венеції та Генуї вздовж узбережжя Північного Причорномор'я використовували нестабільні політичні та релігійні прикордонні зони для купівлі полонених та перевезення їх як рабів до Італії, Іспанії та Османської імперії.
У ранній Новий час Кримське ханство викрадало східних європейців під час кримсько-ногайських набігів рабів у Східній Європі, яких перевозили до країн мусульманського світу у співпраці з османською работоргівлею з Криму. У той час масштабна работоргівля була одним з основних джерел прибутку для Кримського ханства. Після російського завоювання Криму в 1783 році та припинення кримської работоргівлі, її місце поступово зайняла работоргівля черкесів з Кавказу. Черкеська работоргівля, особливо жінками, з Кавказу до мусульманського світу через Анатолію та Константинополь тривала аж до початку XX століття.

## Античність
У давнину рабів продавали через давньогрецькі та римські міські порти Чорного моря на схід до Азії через Шовковий шлях; та на захід до стародавнього Середземномор'я.

### Давньогрецька работоргівля

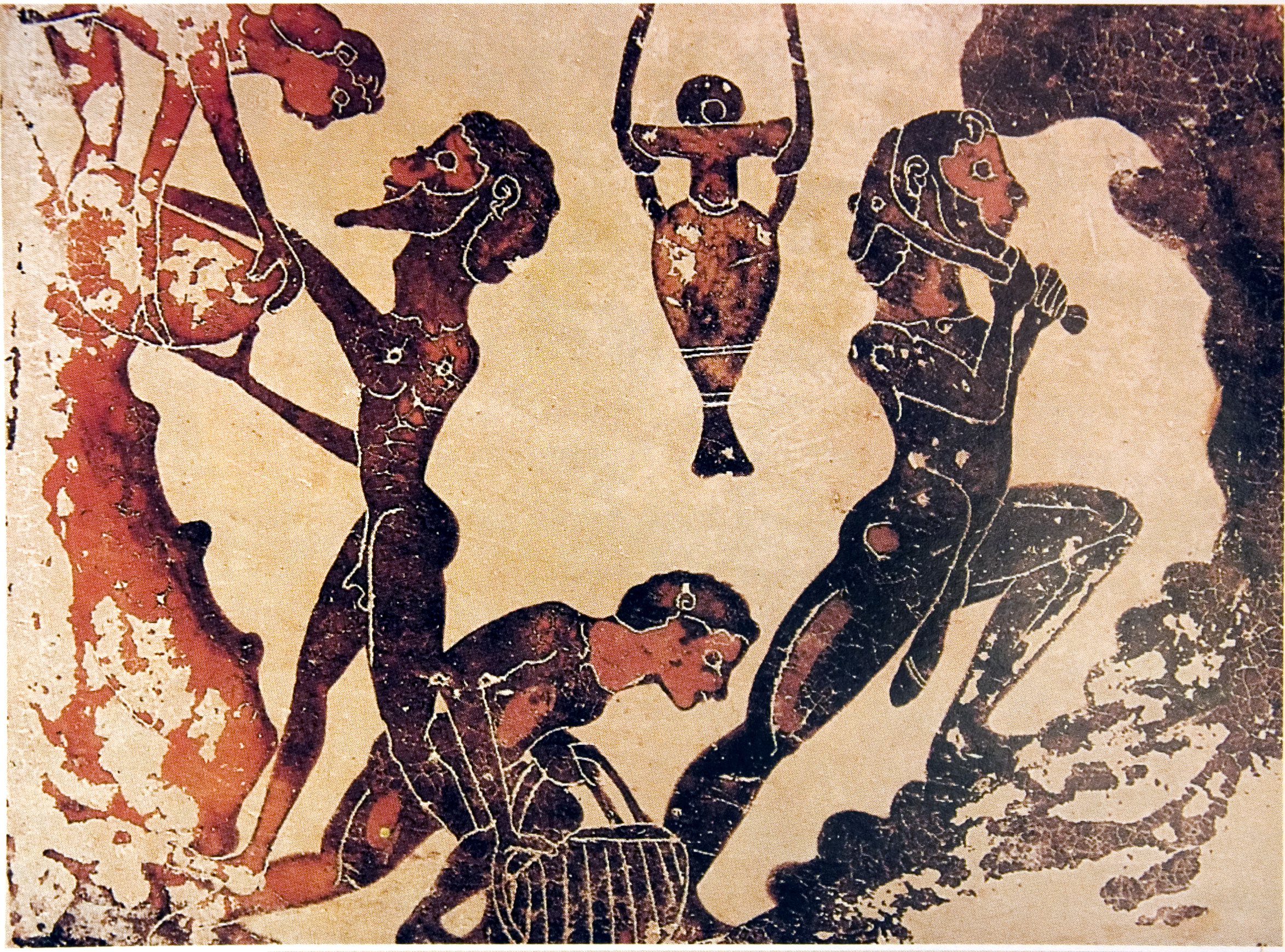
Шахтарі в Греції часто були рабами.

У давнину Чорне море називали Понтійським морем, а мешканців цього регіону часто просто іменували понтійцями. Уздовж Чорноморського узбережжя були засновані грецькі колонії, які вели работоргівлю між племенами внутрішніх територій на північ від Чорного моря та Середземномор'ям. Рабів продавали їхні сім'ї або захоплювали під час воєн і продавали грецьким містам, які експортували їх на захід, до Середземномор'я, або на схід, до Азії, вздовж Шовкового шляху.
У 594 році до нашої ери закони Солона заборонили громадянам Афін поневолювати інших афінських громадян. Заборона поневолення громадян власних міст була поширеною тенденцією в грецьких містах-державах, і ця тенденція зумовила необхідність для греків підтримувати работоргівлю з негреками, негромадянами, яких вони називали «варварами», з таких чужих земель, як Балкани або Північне Причорномор'я.
У VI столітті до нашої ери на північному узбережжі Чорного моря активно розросталися грецькі міста-колонії, що надалі відіграло значну роль у работоргівлі. Є навіть гіпотеза, що саме чорноморська работоргівля стала основною причиною заснування цих поселень. Документальні свідчення грецької работоргівлі в Чорноморському регіоні сягають щонайменше VI століття до нашої ери. Зокрема, знайдено напис у Фанагорії, який розповідає про перевезення раба на ім'я Фаїлл з Борисфена (сучасна Березань, розташована біля злиття Бугу та Дніпра) до Фанагорії (район Керченської протоки).
Класичні грецькі автори згадували північно-західне узбережжя Чорного моря як «узбережжя рабства», підкреслюючи умови, що сприяли постійному надходженню невільників. Цей регіон був прикордонною зоною між фракійцями та скіфами, де кочові скіфи здійснювали набіги на фракійські поселення з метою захоплення рабів. Самі фракійці також були відомі тим, що продавали своїх дітей работорговцям, а племена, що жили вище за течією Дунаю, обмінювали невільників на сіль. Сільськогосподарські угіддя навколо грецьких міст населяли еллінізовані скіфські землероби, які виступали посередниками в работоргівлі, перепродаючи грекам у міста захоплених кочовими скіфами рабів.
У III столітті до нашої ери Полібій зазначав, що кількість людей, захоплених у полон та відправлених у рабство з узбережжя Північного Причорномор'я, була більшою, ніж будь-де у відомому світі.

### Римська работоргівля
Торгівля рабами на Чорному морі продовжилася після того, як грецькі міста Чорного моря стали васалами Римської імперії.
Стародавній Шовковий шлях, що з'єднував Середземномор'я та Китай у Східній Азії, можливо, існував ще в ІІІ столітті до нашої ери, оскільки китайський шовк, знайдений у Римі, датується приблизно 200 роком до нашої ери. Шовковий шлях з'єднував Середземномор'я двома шляхами. З Китаю Шовковий шлях продовжувався через Тянь-Шань, Хамі, Турфан, Алмалик, Ташкент, Самарканд і, нарешті, Бухару, де він розділявся на дві головні магістралі: південний шлях з Бухари до Мерва, а звідти до Антіохії, Трапезунда або Алеппо; або північний шлях з Бухари через пустелю Каракуми до Каспійського моря, Астрахані та Казані поблизу Чорного моря. Шовковим шляхом продавали не лише текстиль, коштовності, метали та косметику, а й рабів. пов'язуючи работоргівлю на Шовковому шляху з Бухарською работоргівлею а також работоргівлею на Чорному морі.У І столітті римський письменник Страбон описав Діоскури, головний чорноморський порт Кавказу, та грецьке місто Танаїс як головні порти понтійської работоргівлі, звідки «понтійські» раби, такі як скіфи або пафлагонці, яких ворожі племена продавали як військовополонених або продавали їхні сім'ї підлітками, експортувалися до Середземномор'я, і їх можна було знайти в Стародавніх Афінах.
Візантія також була ринком для чорноморської работоргівлі.

## Середньовіччя
У Середньовіччі поряд з релігійними кордонами формувалися неформальні рабські зони, які перетиналися і в Чорноморському регіоні. І християни, і мусульмани забороняли поневолення людей своєї віри, але обидві релігії схвалювали поневолення людей іншої віри.
Таким чином, работоргівля розвивалася у певній паралелі з релігійними принципами. Попри те, що християни зазвичай не поневолювали інших християн, а мусульмани – мусульман, обидві сторони допускали поневолення людей, яких вони вважали єретиками. Це призводило до того, що католики могли поневолювати православних, а мусульмани-суніти – мусульман-шиїтів.
І християни, і мусульмани схвалювали поневолення язичників, які в Середньовіччі стали основною метою работоргівлі. Язичницькі військовополонені часто продавалися ворогуючими язичницькими племенами работорговцям.

### Візантійська работоргівля (V–XIII ст.)

#### Передісторія
Работоргівля, що передбачала перевезення людей з Чорноморського регіону до Середземномор'я за часів Римської імперії, не припинилася і в період Візантійської імперії. Хоча візантійська работоргівля не має повного документального підтвердження, імовірно, вона продовжувала функціонувати за усталеними принципами: військовополонені та діти продавалися їхніми власними родинами.
У Середньовіччі ринок рабів формувався з урахуванням релігійних кордонів. На християнських невільничих ринках заборонялася торгівля християнськими рабами, а на мусульманських – мусульманськими. Работоргівля пристосувалася до цієї ситуації, що призвело до зростання цінності язичників, яких можна було продавати як християнам, так і мусульманам. Протягом раннього Середньовіччя язичники зі Східної та Північної Європи стали найбільш затребуваним об'єктом работоргівлі як у Візантійській імперії, так і в ісламському арабському світі, де після поневолення їх часто змушували приймати відповідно християнство або іслам.

#### Работоргівля
Через Чорне море та візантійський Крим пролягали численні шляхи рабів, які вели до візантійського Середземномор'я та ісламського Близького Сходу. Різні сторони захоплювали полонених і переправляли їх до візантійського Криму та інших чорноморських портів, звідки вони далі прямували на невільничі ринки Середземномор'я через візантійський Константинополь і на Близький Схід.

##### Угорщина
Работоргівля з Балкан була спрямована переважно на балканську работоргівлю в Адріатичному, а не в Чорному морі. Однак у IX столітті угори регулярно здійснювали набіги на слов'ян і продавали своїх полонених візантійським работорговцям у чорноморському порту Керч в обмін на парчу, вовну та інші вироби.
Ахмад ібн Русте, перський мандрівник X століття, згадує це так:
Мадярська країна (Етелькоз) багата на ліс і воду. Земля добре зрошується і дає рясні врожаї. Вони панують над усіма слов'янами, що живуть по сусідству, і накладають на них важку данину. Ці слов'яни повністю в їхній владі, як полонені. Мадяри - язичники, поклоняються вогню. Вони здійснюють грабіжницькі набіги на слов'ян і прямують узбережжям [Чорного моря] зі своїми бранцями до порту на візантійській території під назвою Керч.

##### Работоргівля варягів та вікінгів
Варяги перевозили європейських рабів, захоплених під час набігів у Східній Європі, у два пункти призначення з сучасної Росії через Волзький торговий шлях; один — до Аббасидського халіфату на Близькому Сході через Каспійське море, работоргівлю Саманідів та Іран; і один — до Візантійської імперії та Середземномор'я через Дніпро та работоргівлю на Чорному морі. Протягом VIII-X століть рабами зі Східної Європи та Балтійського моря торгували для елітних домогосподарств Візантії та ісламського світу через Дніпровську та Волзьку річкові системи, імперію Каролінгів та Венецію. Однією з причин виникнення Русі було те, що варязькі поселенці осідали тут і торгували із захопленими рабами. Арабські купці з Каспійського моря та візантійські купці з Чорного моря привозили свої товари на торгові ринки Русі, де вони зустрічали торговців і воїнів-варягів, і обмінювали свої товари на рабів, захоплених варягамиу Східній Європі.
Так звана сакаліба - термін, яким на ісламському Близькому Сході називали білих рабів (яких часто привозили варяги), на практиці навряд чи означає виключно слов'янську етнічну приналежність, оскільки багато жертв работоргівлі сакалібами варягів насправді були представниками інших етносів, таких як балтійські та фінно-угорські народи.
У середні віки, організовані за релігійними принципами, і християни, і мусульмани забороняли поневолення людей своєї віри, але обидва схвалювали поневолення людей іншої віри; обидві спільноти дозволяли поневолення людей, яких вони вважали єретиками, що дозволило католицьким християнам поневолювати православних християн, а мусульманам-сунітам поневолювати мусульман-шиїтів. При цьому і християни, і мусульмани схвалювали поневолення язичників, які стали улюбленою метою работоргівлі в Середньовіччі, а язичницькі військові бранці продавалися ворогами-язичниками в работоргівлю.
Людей, захоплених у полон під час набігів варягів чи вікінгів по всій Європі, могли продати до мавританської Іспанії або перевезти до Хедебю чи Бренне, а звідти Волзьким торговим шляхом до Залісся, де рабів та хутра продавали мусульманським купцям в обмін на арабські срібні дирхеми та шовк, які були знайдені в Бірці, Воліні та Дубліні; спочатку цей торговий шлях між Європою та Аббасидським халіфатом проходив через Хозарський каганат, але з початку X століття він проходив через Волзьку Болгарію, а звідти караваном до Хорезма, на ринок рабів Саманідів у Центральній Азії та, нарешті, через Іран до Аббасидського халіфату.
Архієпископ Рімберт Бременський, який помер у 888 році, засвідчив, що бачив у вікінгському порту Хедебю в Данії «великий натовп вивезених полонених християн». Серед них була жінка, яка співала псалми, намагаючись показати, що вона християнська черниця. Єпископу вдалося звільнити її, обмінявши на її свободу свого коня.
До IX століття варяги перевозили рабів з Балтійського моря на півночі, через річки Вісла або Дунай на південний схід через Європу до Чорного моря. У IX столітті шлях невільників варягів було перенаправлено, і до XI століття варяги перевозили рабів з Балтійського моря через Ладогу, Новгород та річку Мсту до Чорного моря (та Візантійської імперії) або до Каспійського моря (та Близького Сходу) Волзьким торговим шляхом.
Торгівля рабами вікінгів припинилася в XI столітті, коли Данія, Норвегія та Швеція самі стали християнами і, таким чином, більше не могли торгувати християнськими рабами.

##### Балтія і Швеція
Оскільки християнство та іслам забороняли поневолення одновірців, але вважали язичників законною здобиччю для рабства, язичники Північно-Східної Європи стали бажаною метою работоргівців після християнізації більшої частини Європи до XII століття. Протягом XII та XIII століть язичницькі народи литовців, латишів, естонців, лівів та латгалів здійснювали взаємні набіги, а також нападали на Інгерманландію та Новгород, продаючи захоплених військовополонених на південь для работоргівлі в Чорноморському регіоні.
Християни Русі також здійснювали набіги на язичницькі естонські племена з метою їх продажу в рабство, оскільки естонці, будучи язичниками, вважалися законною здобиччю.
Після прийняття християнства скандинавськими вікінгами та припинення їхніх набігів у XI столітті, їхнє місце зайняли язичницькі пірати з Балтії. У пошуках рабів вони здійснювали напади на узбережжя Балтійського моря, зокрема на території сучасних християнських Швеції та Фінляндії. Базою балтійських піратів, які були відомі продажем полоненок для работоргівлі, став острів Сааремаа. Так, 1226 року язичницькі балтійські пірати з острова Сааремаа здійснили набіг на вже християнську Швецію з метою захоплення рабів. Внаслідок цього нападу було викрадено багато шведських жінок та дівчат для подальшого продажу в неволю.
Після занепаду работоргівлі варягів у середині XI століття, давній торговельний шлях рабами між Балтійським та Чорним морями, а також Центральною Азією через річки Русі, підтримувався язичницькими балтійськими работорговцями. Вони переправляли невільників річкою Даугава до Чорного моря та далі на Схід. Це стало фактично єдиним способом работоргівлі, що зберігся в Європі після зникнення ринку рабів у Західній Європі в XII столітті.

##### Руська работоргівля
Коли у ХІІ столітті Русь почала ділитися у внутрішніх війнах між князями, князі та їхні союзники-половці (кипчаки) під час своїх війн захоплювали підданих ворожих руських князів, яких продавали работорговцям.
Болгарський князь регулярно здійснював набіги рабів на руські князівства та захоплював руських «невірних», яких продавав на ісламський Близький Схід через чорноморську работоргівлю в обмін на зброю.

#### Ринок рабів
На початку Середньовіччя рабство у Візантійській імперії було все ще широко поширене. Імператор Василій I мав 3000 рабів, і коли імператор Мануїл I звільнив усіх рабів у столиці Константинополі у ХІІ столітті, Євстафій Солунський зазначив, що більшість рабів за походженням були «із-за Дунаю» і прибули «північними вітрами» з понтійських земель, ймовірно, евфемізм рабів, вивезених до Візантії варягами через работоргівлю на Чорному морі.

#### Згасання
Інформація про візантійську работоргівлю є фрагментарною до ХІІІ століття, коли її перейняли генуезькі та венеціанські купці, які в цей час заснували колонії в Криму.

### Італійська работоргівля (XIII–XV ст.)
У пізньому Середньовіччі (XIII–XV століття) Чорне море було центром генуезької та венеційської работоргівлі, які вивозили рабів зі Східної Європи через підконтрольні їм міста в Криму до Іспанії та Італії, а також на ісламський Близький Схід.

#### Передісторія
Рабство в Західній Європі зникло після ХІІ століття, але попит на робочу силу після Чорної смерті призвів до відродження рабства в Південній Європі в Італії та Іспанії, а також до збільшення попиту на рабів у Єгипті.
У ХІІІ столітті візантійський контроль у Криму ослаб після падіння Константинополя 1204 року, а італійські торговельні колонії взяли під контроль чорноморську работоргівлю: 1206 року Венеційська республіка заснувала колонію в Судаку, а пізніше в Тані, а Генуезька республіка - в Кафі 1266 року.

#### Работоргівля
Більшість рабів в італійській работоргівлі на Чорному морі потрапляли в рабство трьома основними способами: як військовополонені під час воєн, таких як монгольські навали, війни між Золотою Ордою та Ільханатом, а також завоювання Тимура; через набіги работоргівців; або через продаж батьками власних дітей чи родичів у рабство, що відбувалося через бідність і було регулярним і поширеним явищем, особливо після Чорної Смерті, коли попит на рабів був високим як у Південній Європі, так і на Близькому Сході.
Поширеними жертвами рабства були язичницькі фінно-угри та тюрки.

##### Балтія
У цей період релігійні переконання були важливим фактором, який визначав, кого вважати законним поневолювачем. Християни не могли бути поневолені християнами, а мусульмани не могли бути поневолені мусульманами. Однак, оскільки і християни, і мусульмани вважали язичників законними об'єктами рабства, решта язичників північно-східної Європи стали економічним вибором для работорговців.У ХІІІ столітті вся Європа стала християнською, за винятком Балтії, Східної Фінляндії та Карелії, які стали зонами постачання рабів для чорноморської работоргівлі, звідки їх італійські работорговці перевозили до Південної Європи та ісламського Близького Сходу.

##### Кавказ
Генуезькі работорговці купували рабів у різних етнічних груп Кавказу, таких як абхази, мегрели та черкеси, сім'ї яких продавали власних дітей та підлітків работорговцям.
Вихідців з Кавказу не лише продавали сім'ями, але й забирали в полон під час невільницьких набігів. У XIV столітті сучасник із Султанії описував, як черкеська племінна знать здійснювала набіги на інші черкеські племена: «Виходять з одного села в інше відкрито, або таємно, якщо можуть, і насильно захоплюють дітей і дорослих з іншого села, і тут же продають [їх] купцям біля моря. І так само, як татари звикли продавати своїх, так і цих нещасних людей», після чого невільників відвозили до Криму, де в свідченні свідка зазначалося, що работорговці «продають християн за безцінь у базарні дні, де їх тягнуть мотузкою, прив'язаною від хвоста коня до шиї тих, кого продають».
Однак работоргівля не обмежувалася Кавказом, а поширювалася вздовж усього узбережжя Чорного моря. В офіційних записах про продаж рабів міських нотаріусів кримського міста Кафа перелічено такі народи: «багато вірменів, зіків, готів, татар, волохів, русів, івлачів, аланів, аварів, кумучів», а трохи пізніше в документі знову перераховано інших рабів за етнічною приналежністю: «зіків, абхазів, лехів, георгіїв, русів, невідомих, боргарів, унгалів, маніарів».

##### Монгольська імперія
Паралельно із заснуванням венеціанських і генуезьких колоній у Криму, Монгольська імперія розорила Русь, й італійська чорноморська работоргівля розширювалася паралельно з монгольською війною, причому монголи заохочували цю торгівлю, використовуючи її, щоб позбутися, зокрема, руських та угро-фінських рабів; аж до 1262 року, наприклад, монголи продавали місцевих селян, які були не в змозі платити данину, італійським работорговцям в Криму.

#### Ринок рабів
Італійська работоргівля мала два основні маршрути: з Криму до Візантійського Константинополя, а потім через Крит і Балеарські острови до Італії та Іспанії; або до Мамлюцького султанату в Єгипті, який отримував більшість рабів.
Принаймні з 1382 року більшість мамлюків Єгипетського мамлюцького султанату, мамлюки-бурджитиі та мамлюки-бахріти, рабського походження, походили з чорноморської работоргівлі. Сотні черкеських чоловіків, яких готували для служби мамлюками, продовжували переправлятися через чорноморську работоргівлю аж до XIX століття.
Більшість рабів, вивезених до Південної Європи (Італії та Іспанії), були дівчатами, оскільки вони мали стати служницями-анциллами, тоді як більшість рабів, близько 2 000 щорічно, вивозили до єгипетського Мамлюкського султанату, і в цьому випадку більшість з них були хлопчиками, оскільки Мамлюкський султанат потребував рабів-солдатів.
Серед прикладів можна згадати мамлюцького солдата, а згодом султана Кансуга аз-Загіра (1498–1500); Асальбай, дружину султана Джанбалат аль-Ашрафа (1500–1501) та Маддалену, матір Карло де Медічі (1428–1492), яка, як зазначається, була черкеською рабинею, купленою в 1427 році у Венеції.

#### Згасання
Після падіння Константинополя в 1453 році османи припинили торгівлю між Кримом і Заходом. Работоргівля поступово зменшувалася, і в 1472 році зареєстровано лише 300 рабів, вивезених з Каффи.
З 1440-х років Іспанія та Португалія почали імпортувати своїх рабів спочатку з Канарських островів, а потім з Африки; спочатку через транссахарську работоргівлю з Лівії, а потім, розпочавши атлантичну работоргівлю.
Османська імперія та Кримське ханство завоювали в регіоні венеційські та генуезькі міста в 1475 році, а работоргівлю перейняли мусульманські работорговці.

## Кримська работоргівля (XV–XVIII ст.)

Політична карта Причорномор'я близько 1600 року.

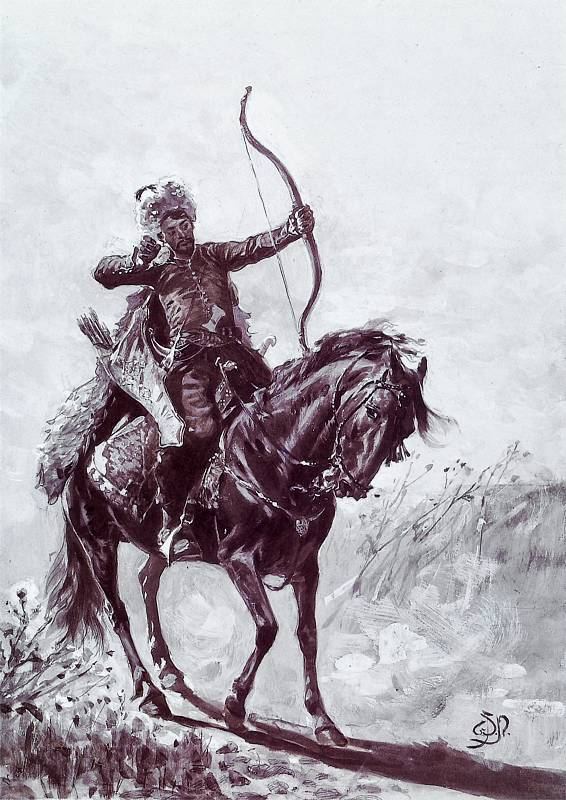
Кримськотатарський лучник

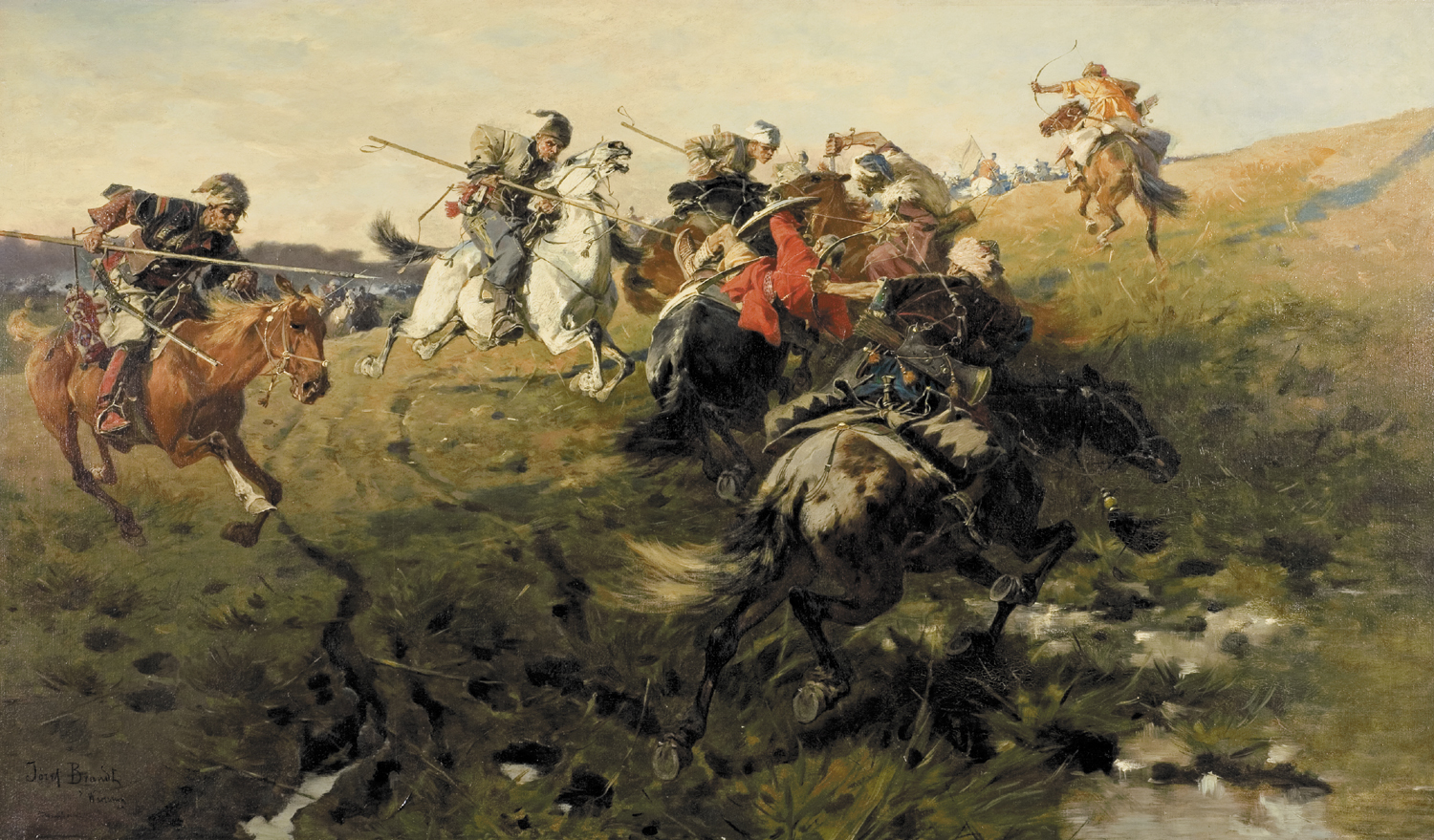
Походи військ Кримського ханства на Україну.

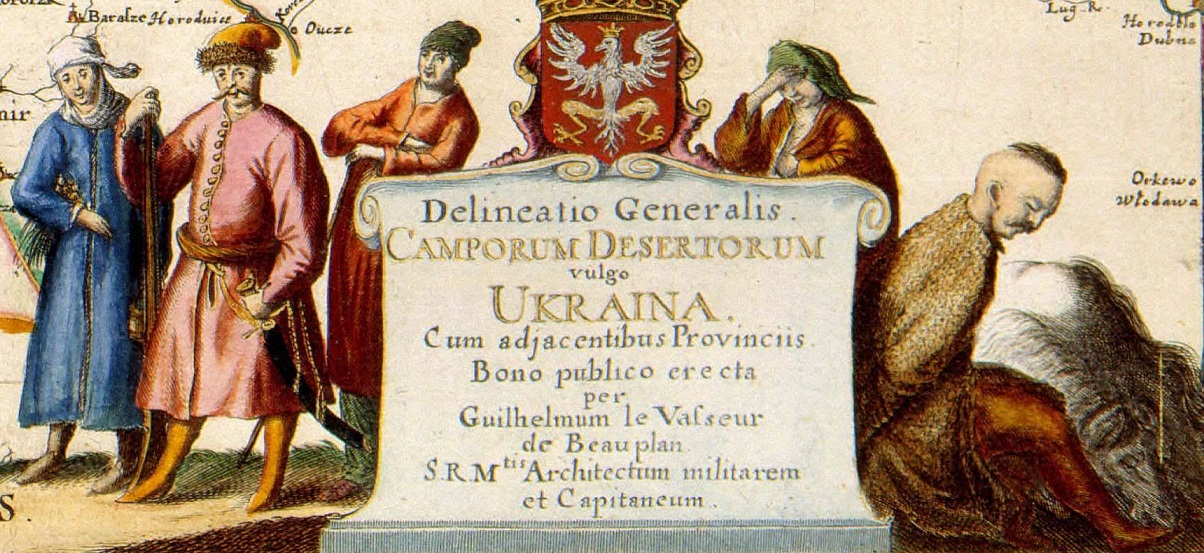
Delineatio Generalis Camporum Desertorum vulgo Ukraina (Загальний малюнок спустошених полів, широко відомих як Україна)

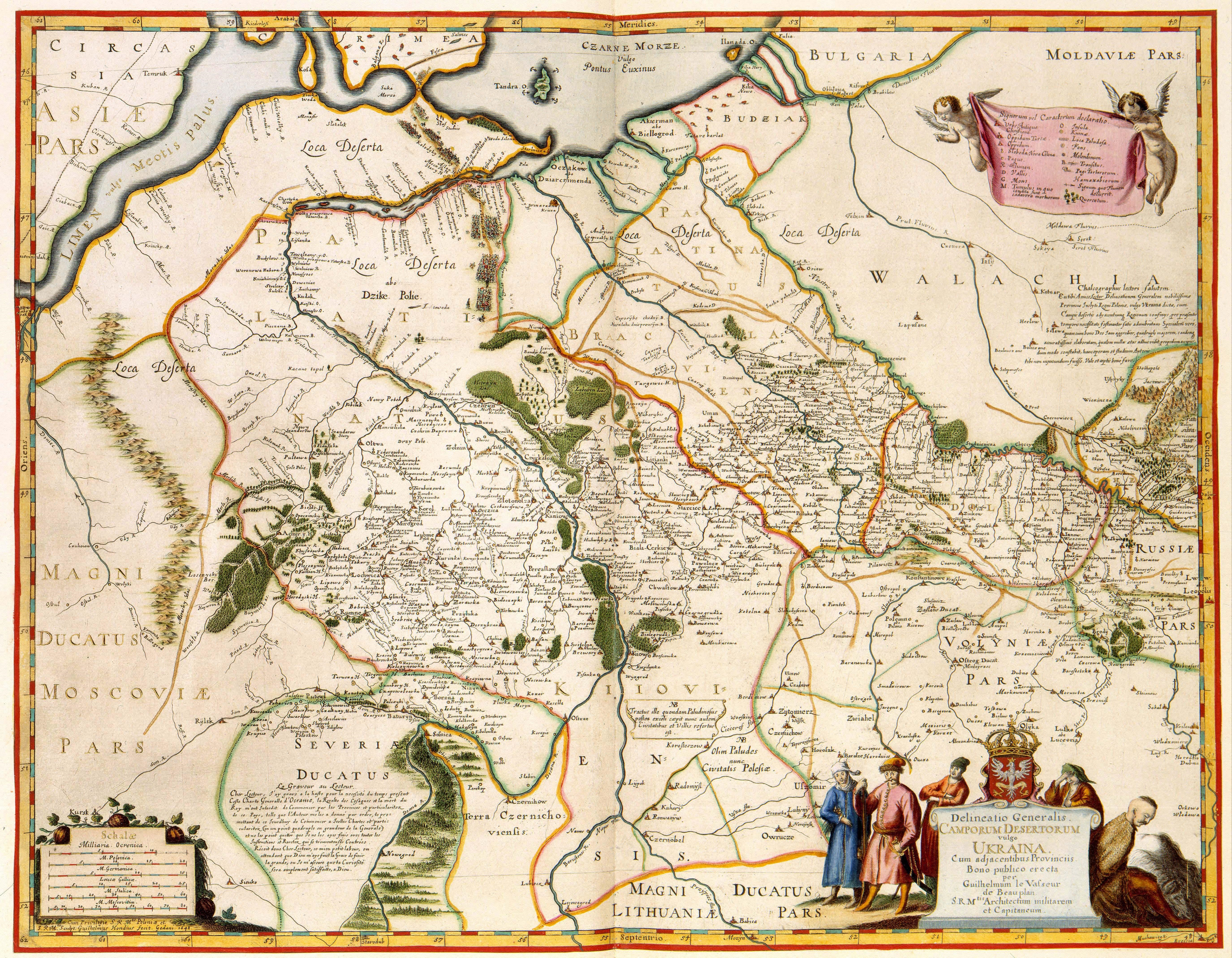
Дике поле на карті французько-польського картографа Гійома Ле Вассера де Боплана, 1648 рік

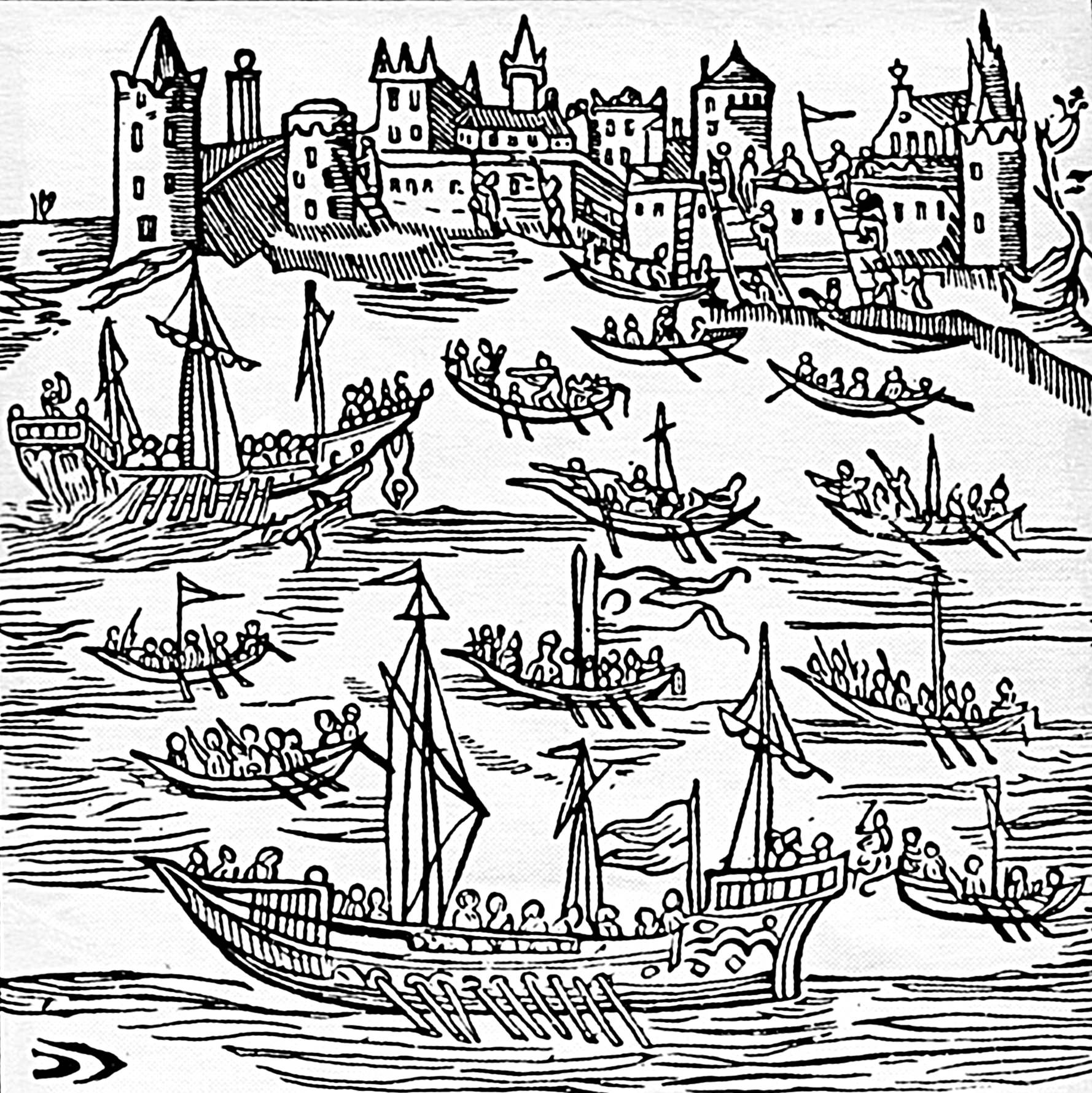
Українські козаки штурмують Феодосію

Роксолана, одна з найвідоміших жертв кримської работоргівлі, захоплена в полон у 1510-х або 1520-х роках.

У ранньомодерну епоху Кримське ханство (1441–1783) було важливим центром міжнародної работоргівлі. Кримська работоргівля була основним джерелом доходу ханства та одним з найбільших джерел рабів для Османської імперії. Кримська работоргівля у Східній Європі та берберська работоргівля у Західній та Південній Європі були двома основними джерелами європейських рабів до Османської імперії.
У цей період Крим був місцем призначення кримсько-ногайських рабів-набігів у Східній Європі, а європейських рабів незаконно перевозили на Близький Схід через Крим.

#### Передісторія
Коли у 1440-х роках було засновано Кримське ханство, кримські татари спочатку оподатковували італійську работоргівлю в містах, що знаходилися під владою Італії, – головним чином у Кафі.
Кримське ханство мало невелике населення і примітивне сільське господарство і потребувало іншого джерела доходу, а також постачання робочої сили для заснованих ними маєтків. Тому вони почали обкладати податками італійську работоргівлю та здійснювати набіги, щоб постачати більше рабів.
У 1462 році венеціайці та генуезці почали наймати польських найманців, що викликало занепокоєння османського султана, що Крим перейде під польську гегемонію. Це призвело до османської кампанії, яка скористалася внутрішньою нестабільністю в Кримському ханстві, щоб завоювати в регіоні венеційські та генуезькі міста, і до 1475 року всі вони опинилися під османським контролем, а кримський хан підкорився османському султану як васал, підпорядкувавши йому свої війська.
Каффу було перетворено на османську провінцію, після чого работоргівлю перейняли мусульманські османські работорговці у співпраці з Кримським ханством, що пов'язало кримську работоргівлю з османською работоргівлею та спільним підприємством Кримського ханства та Османської імперії. Кримська работоргівля також була пов'язана з Хівинською работоргівлею та Бухарською работоргівлею далі на схід у Центральній Азії, оскільки ринок работоргівлі в Хіві та Бухарі також постачався європейцями (переважно московитами), захопленими кримськими татарами.

#### Работоргівля
Ногайська Орда була васалами Кримського ханства та економічно залежала від работоргівлі, здійснюваючи набіги на рабів самостійно або у співпраці з кримськими татарами, які залежали від работоргівлі та рабської праці у своїх маєтках.
На півдні Московії, Речі Посполитої, Молдавії, Валахії та Черкесії рабів захоплювали татарські вершники. такі набіги вони називали «збирання врожаю степу». Ногайська Орда та/або кримські татари здійснювали набіги рабів на Московію, Польщу-Литову та Кавказ двічі на рік; під час збору врожаю та взимку.

Українська народна пісня згадувала відчай і спустошення, спричинені набігами рабів:
За річкою вогні горять,
Там татари полон ділять.
Село наше запалили
І багатство розграбили.
Стару неньку зарубали,
А миленьку в полон взяли.
А в долині бубни гудуть,
Бо на заріз людей ведуть:
Коло шиї аркан в’ється,
І по ногах ланцюг б’ється.
А я, бідний, з діточками
Піду лісом стежечками, —
Нехай йому із водою…
Ось-ось чайка надо мною.
Більшість захоплених рабів були загнані у валки рабів по суші, а потім морем доставлені до міста Кафа, яке було османською провінцією в Кримському ханстві та головним центром кримської работоргівлі. Повідомляється, що в Каффі завжди було близько 30 000 рабів. Михайло Литвин у XVI столітті називав Каффу: «не містом, а прірвою, в яку ллється наша кров». З Кафи полонених розподілили між османами та кримськими татарами, а деяких розвезли по менших невільничих ринках Кримського ханства, а решту продали в Кафі для експорту до інших регіонів Османської імперії та ісламського Близького Сходу.
За оцінками, кримська работоргівля була такою ж масштабною, як і трансатлантична работоргівля, аж до XVIII століття, коли атлантична работоргівля почала процвітати та перевищила кримську работоргівлю за кількістю.

##### Балкани та Угорщина
Кримські невільницькі рейди на Балкани проводилися у співпраці з османами або з їхнього дозволу, оскільки більшість Балкан перебувала під османським сюзеренітетом, а ісламське право забороняло поневолення людей, що живуть під ісламським правлінням. Набіги проводилися, коли різні території перебували в конфлікті з Османською імперією і, таким чином, визначалися як ворожа територія.
До 1699 року Габсбурзька Угорщина була єдиною частиною Балкан, що не перебувала під владою Османської імперії. Між 1521 і 1717 роками Кримське ханство здійснювало набіги рабів до Угорщини у співпраці з Османською імперією або з її дозволу під час війни між Османською імперією та Габсбурзькою монархією.
Під час війни між Османською імперією та Трансильванським князівством у 1660-х роках Кримське ханство здійснювало набіги на захід аж до Моравії.
Останній кримський невільницький рейд до Угорщини відбувся у 1717 році, під час якого в Угочанському повіті було захоплено 1 464 особи, 861 з яких вдалося втекти з валки, що поверталася до Криму.

##### Черкесія та Кавказ
Работоргівля з черкесами з Кавказу була великим работорговельним маршрутом ще за часів італійської работоргівлі, але за часів кримської работоргівлі він перетворився на постійний розкішний работорговельний маршрут, що постачав елітних рабів до Османської імперії та Близького Сходу.
Питання про те, як мусульмани-черкеси могли бути поневолені мусульманами, незважаючи на те, що ісламський закон дозволяє мусульманам брати в раби лише немусульман, було предметом спекуляцій. Однак до кінця XVIII століття черкеси на Кавказі були розділені на мусульман, християн та язичників, причому різні релігії домінували в різних регіонах та різних соціальних станах.
Кримський хан вважав черкеських племінних князів своїми васалами, визначав їх як невірних і, таким чином, розглядав їх як законні об'єкти рабської данини для Кримського ханства та Османської імперії, а також каральних набігів на невільників у співпраці з османськими військами. Між XVI та XVIII століттями черкеська еліта поступово навернулася до ісламу, і тому заради данини з рабів мала змогу брати участь у набігах кримсько-османських військ на інших черкесів.
Черкеська работоргівля елітними рабами до Османської імперії виявилася настільки важливою для близькосхідного ринку рабів, що пережила падіння Кримського ханства у 1783 році. Після анексії Криму Росією черкеська работоргівля була перенаправлена з Криму і стала здійснюватися безпосередньо османськими работорговцями з Кавказу, і ця торгівля продовжувалася протягом ХІХ століття.

##### Річ Посполита

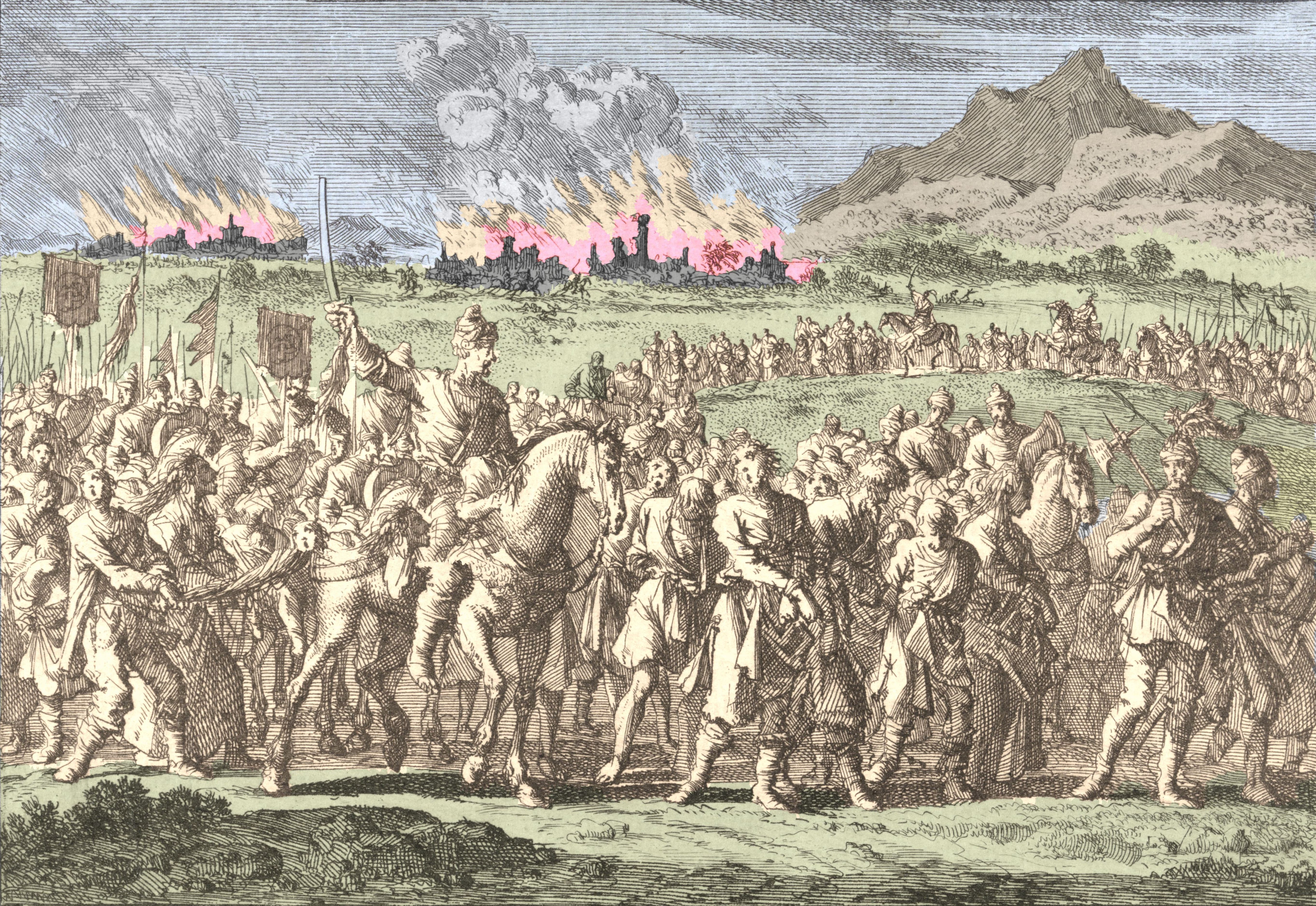
Вторгнення татар до Польщі в 1666 році. Малюнок Яна Люйкена, 1698 рік.

1569 року Польща і Литва об'єднаніалися в Річ Посполиту, а майже вся Україна входила до її складуї. Перший великий кримсько-ногайський набіг на Південно-Східну Польщу був здійснений  1468 року.
Не задокументовано точно, скільки набігів було проведено між кінцем XV та кінцем XVIII століття, а також точна кількість поневолених людей. За оцінками істориків, між 1474 і 1569 роками на польсько-литовську територію було здійснено 75 великих набігів. За дослідженнями, лише протягом 1676 року з території Волині-Поділля-Галичини було викрадено близько 40 000 осіб, а з території Польщі-Литви, за оцінками, щонайменше 20 000 осіб викрадали щороку між 1500 і 1644 роками, або щонайменше один мільйон осіб.
Польське прислів'я описувало смерть як кращу долю, ніж бути захопленим у невільницький полон: «О, наскільки краще лежати на пласі, ніж бути в неволі по дорозі в татарський полон».
Польських полонених везли до порту Очаків, де їх вантажили на невільницькі кораблі та переправляли до Кафи в Криму.
Українська мова була настільки поширеною етнічною приналежністю рабів у Кримському ханстві, що вона фактично була другою мовою в Криму.
Серед найвідоміших жертв кримських набігів рабів з Польщі була Роксолана.

##### Московія
Московія та Кримське ханство були васалами Золотої Орди, яка спочатку захищала Московію від набігів Кримського ханства. Однак, коли 1502 року Золота Орда впала, захищений статус Московії щодо Кримського ханства закінчився, і з того часу кримські набіги здійснювалися як проти Московії, так і проти Литви і Польщі.
З 1507 року Московія постійно була об'єктом кримсько-ногайських набігів. Точно не задокументовано, скільки саме набігів було проведено, де і як, а також точна кількість викрадених людей, але між 1500 і 1550 роками були задокументовано щонайменше 43 великі походи кримчаків на Московію.
За оцінками, у період приблизно з 1600 по 1650 рік під час набігів було ноневолено від 150 000 до 200 000 московитів; у період 1633–1646 років лише під час набігів на Курськ було вбито або викрадено близько 15 115 осіб.
Повідомляється, що останній великий кримсько-ногайський набіг на московську територію був здійснений у 1769 році, під час російсько-турецької війни (1768–1774), коли було поневолено 20 000 осіб.
Серед жертв кримських набігів рабів на Московію була Турхан-султан.

##### Швеція та країни Балтії

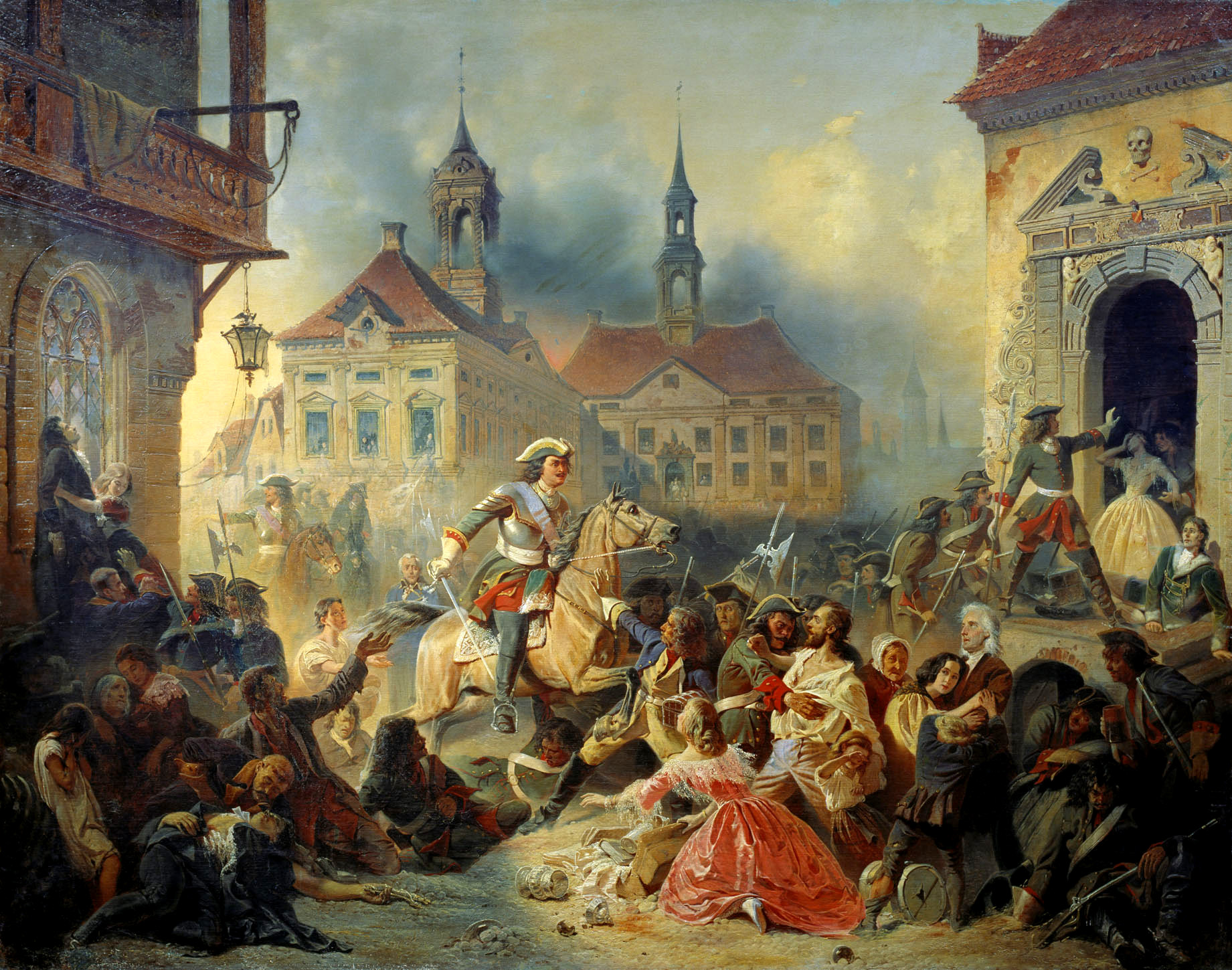
Петро I Московський заспокоює свої мародерські війська після взяття Нарви в 1704 році, автор Микола Зауервейд, 1859. Під час цієї події московські вояки захопили в полон багатьох громадян Швеції, яких потім продали до Криму.

Між XVI століттям і кінцем Північної війни (1700–1721) майже вся Балтія входила до складу Шведської імперії.
Набіги приватних московських работорговців через кордон у Східну Фінляндію з метою захоплення фінів і переправлення їх на південь до Чорного моря проводилися з часів Середньовіччя і, за оцінками істориків, продовжувалися протягом XVII століття.
Під час Великої Північної війни між 1700 і 1721 роками Московія вторглася у східні провінції Шведської імперії: Фінляндію, Естонію та Лівонію. З XV століття московська армія дозволяла своїм воякам захоплювати і продавати військовополонених, і під час Північної війни багато московських солдатів захоплювали лівонців, фінів і балтійських цивільних осіб (особливо дітей) зі шведських провінцій і продавали їх, деякі з них потрапляли в потік чорноморської работоргівлі і Персію. Одним із таких випадків було падіння Нарви, де відомою жертвою тих, кого захопили в полон російські солдати з наміром продати стала Ловіса фон Бурґгаузен. Іншим випадком були Анніка Сван та Афросинія. Ловіса разом із двома іншими рабинями, однією з Фінляндії та однією з Нарви, була продана на московському ринку рабів у Москві; фінську жінку продали вірменину, жінку з Нарви — московському урядовцю, а Ловісу — турецько-османському купцю.
Під час російського вторгнення та окупації, відомої як Великий Гнів (1714–1721), шведська провінція Фінляндія зазнала жорстоких утисків. Серед звірств були викрадення та поневолення людей московськими військовими, деяких з яких незаконно переправляли через Московію та кримську работоргівлю до Персії та Близького Сходу, де блондинки були екзотикою. За оцінками істориків, московитами було поневолено від 20 000 до 30 000 осіб, і, як повідомляється, наприкінці окупації близько чверті фінських фермерських будинків були порожніми. Під час будівництва Санкт-Петербурга на роботу як раби було забрано від 10 000 до 20 000 осіб, близько 2000 чоловіків було насильно залучено до московської армії. Багато жінок і дітей були викрадені як кріпаки або сексуальні рабині московськими офіцерами, які в деяких випадках продавали їх у кримське рабство.
Багато громадян Шведської імперії, захоплених і проданих московськими солдатами, через кримську работоргівлю потрапили на невільничий ринок у Константинополі, де шведському послу в Константинополі вдалося викупити деяких з них, переважно жінок, на волю.
З червня 1710 року шведський посол Томас Функ здійснював поїздки на невільничий ринок у Константинополі для купівлі підданих Шведської імперії, які занотовував його легат-священик Свен Агрелл. Наприклад, Агрелл відзначив купівлю «доньки теслі з Нарви» за §82, «дружини капітана» за §240, 18-річної Катерини Пересветової-Морат за §275 та цілої лівонської родини Андерса Йонссона з дружиною та дітьми. Тих, кого викупили за шведські кошти, ймовірно, супроводжували до військового табору шведського короля Карла XII у Бендерах, звідки вони разом з ним повернулися до Швеції. Однак було відзначено, що хоча багато громадян Шведської імперії були викуплені шведським послом, за обмежені фінансові кошти у воєнний час неможливо було купити всіх, хто продавався, оскільки багато молодих жінок і дітей коштували надто дорого, і тому багато хто з них був куплений на ринку реальними покупцями і залишений в Османській імперії.

#### Ринок рабів
Ринок невільників на практиці був розділений на два паралельні джерела доходу. Одну категорію становили багаті бранці, яких утримували в неволі в Криму під час переговорів про викуп, після чого їх відпускали і дозволяли виїхати. Іншу категорію становили бідні люди, за яких не очікували викупу, а продавали на невільничому ринку. Кримське ханство отримувало основний дохід від торгівлі полоненими, і викуп за багатого бранця, так само як і продаж бідного в рабство, вважався однаково законним доходом для ханської держави.

##### Викуп полонених
Родичам багатих в'язнів надавалася можливість викупити заручника, заплативши викуп, що зазвичай завжди відбувалося, коли полонений належав до вищого класу, після чого в'язню дозволялося вийти з довідкою про вільний прохід і звільнення.
Викуп за полоненого зазвичай становив ринкову ціну, яку заплатили б за людину, якби її продали на невільничому ринку, або, якщо в'язень походив з багатої сім'ї, вдвічі більшу суму.
Поширеним посередником під час переговорів про викуп були польські вірмени. Польські вірмени зазвичай розмовляли турецькою мовою і мали контакти з вірменськими громадами в Криму, вони часто виступали в ролі агентів, вели переговори про викуп і супроводжували заручників додому з Криму.

##### Раби-полонені
Більшість полонених було доставлено до Кефе (Кафи), яка була центром работоргівлі. У Кафі вже існували місця для работоргівлі з часів італійської работоргівлі, але вони були значно розширені, оскільки кримська работоргівля була набагато більшою, ніж італійська. У Кафі полонених передали османським работорговцям. Османськими работорговцями часто були євреї, греки або вірмени. В'язнів розподілили між різними учасниками відповідно до віку, статі та здатності до перепродажу й ринкової ціни. Евлія Челебі так описав цей процес:
Хто не бачив цього ринку, той не бачив нічого в цьому світі. Там матір відривають від сина і дочки, сина від батька і брата, і їх продають серед плачу, криків про допомогу, ридань і скорботи.
Кримський хан отримував 12% від ціни за кожного раба, проданого в кримській работоргівлі. П'ята частина бранців була подарована кримським ханом османському султану як васальна данина, оскільки хан формально був васалом султана; інша частина розподілялася між кримськотатарською племінною аристократією як польові раби, ханськими урядовцями та ногайськими татарами як раби-пастухи, а остання частина продавалася або на внутрішніх кримських ринках Бахчисарая, Карасубазара та Євпаторії, або в Кафі, звідки вивозилася на решту території Османської імперії. Рабів, вивезених з кримської работоргівлі, могли продавати далеко в Середземномор'ї та на Близькому Сході; наприклад, монастир на Синаї в Єгипті, як відомо, купив раба-чоловіка, що походив з Козлова в Московії.
Сер Джон Шарден, який подорожував Чорним морем у 1660-1670-х роках, описав жертв чорноморської работоргівлі, коли побачив партію рабів, яку завантажували для подальшого транспортування на південь, як партію «жінок і дітей, напівголих або вкритих лахміттям і брудом».
У цей період африканські раби, що постачалися в результаті транссахарської работоргівлі, червономорської работоргівлі та работоргівлі в Індійському океані, були популярними для використання як домашня прислуга та робітники, а білі раби, що постачалися в результаті берберської работоргівлі та Чорноморської работоргівлі, використовувалися на Близькому Сході для різних цілей. У XVIII столітті раби-солдати (мамлюки) на Близькому Сході все ще часто складалися з білих рабів-чоловіків–яничарів, набраних з берберської або кримської работоргівлі. Чоловіків без особливих навичок використовували для важкої сільськогосподарської праці в маєтках кримських племінних аристократів. За повідомленнями, найгіршою долею для раба-чоловіка було стати галерним рабом; кожна османська галера потребувала 200 галерних рабів, а османський флот наприкінці XVIII століття складався з 45 000 до 60 000 галер, і ці галери постачалися багатьма рабами з кримської работоргівлі. У 1642 році, коли було захоплено османську галеру, було звільнено 200 галерних рабів, 207 з яких були з України, а 20 – московити, деякі з яких провели 40 років у полоні. Повідомляється, що у 1645 році османський султан Ібрагім схвалив набіг рабів на Польщу та Московію саме тому, що він будував 100 нових галерних кораблів і потребував галерних рабів для їх обслуговування. Молодого здорового московита продавали за 50–100 рублів, тоді як польські та українські чоловіки були дорожчими.
Хоча африканських рабинь переважно купували як домашню прилугу, білих рабинь віддавали перевагу виключно для сексуального рабства; як наложниць або дружин. Кримська работоргівля була одним з найбільших постачальників жінок до гарему Османської імперії. Імператорський гарем був великою установою, в якій було 104 рабині за часів правління Мурада III (1574–1595), збільшившись у розмірах до 295 у 1622 році, 433 у 1633 році, 446 за часів правління Махмуда I (1730–1754) та 720 за часів Селіма III (1789–1807); населення гарему почало поступово скорочуватися лише у другій половині ХІХ століття. Молодих незайманих дівчат (зазвичай ще дітей) дарували султанові місцеві державні діячі, члени родини, високопоставлені особи та губернатори провінцій, зокрема кримський хан; Ахмед III отримав сто черкеських незайманих дівчат-рабинь у подарунок при вступі на престол. Інших дівчат до гарему купував візир або приватні работорговці, у приватному порядку або на невільничому ринку Авратського базару. Окрім служниць і наложниць, гарем також потребував годувальниць (дайє карієс) для дітей султана, які повинні були бути черкесками або грузинками. Оскільки їх купували для сексуальних цілей, ціна рабинь варіювалася залежно від краси дівчини, і тому ціна рабинь сильно відрізнялася у різних осіб; ціни на грузинських і московських дівчат, куплених для імператорського гарему Ахмеда ІІІ, коливалися від 150 до 250 курушів, тоді як інші коштували до 320 курушів. Збережені документи не дають чіткого уявлення про місце походження більшості рабинь імператорського гарему, але зрозуміло, що частина європейських рабинь походила з Греції, Угорщини, Речі Посполитої, Валахії та Мальти, деякі з них були придбані у місцевих османських губернаторів, хоча більше черкесок, грузинок, абхазок та українок (маються на увазі ті, що прибули через кримську работоргівлю).
Імператорський гарем був взірцем для приватних гаремів інших багатих чоловіків на Близькому Сході. Черкеські жінки були популярними рабинями-наложницями серед кримськотатарських аристократів, а Ебулгазі Багадір стверджував, що через їхню красу багато кримськотатарських чоловіків віддавали як дружинам перевагу рабиням.
Чоловіки-мамлюкські аристократи Османського Єгипту, які самі часто були білими рабами (часто черкесами або грузинами), надавали перевагу одруженню з жінками подібної етнічної приналежності, тоді як чорношкірих рабинь використовували як домашніх служниць. Білі рабині, яких купували, щоб вони стали наложницями та дружинами мамлюків, такі як, наприклад, Нафіса аль-Байда, часто були з Кавказу, черкесками або грузинками.
У цей період дівчат з Чорноморського регіону також вивозили до Персії. Рабині-наложниці (а пізніше й матері) гарему Сефевідів перського шаха складалися переважно з поневолених черкеських, грузинських та вірменських жінок, захоплених як військова здобич, куплених на невільничому ринку або отриманих у подарунок від місцевих могутніх осіб. Навіть деякі рабині-наложниці в гаремах Великих Моголів в Індії були того ж походження, що й жертви кримської работоргівлі, як, наприклад, Удайпурі Махал, яку іноді називали грузинкою або черкескою, та Аурангабаді Махал (пом. 1688 р.), про яку говорили, що вона була «черкескою або грузинкою», що, ймовірно, було терміном для позначення також московки або східноєвропейки, що означало б, що вони обидві, ймовірно, прибули через кримську работоргівлю, можливо, через бухарську работоргівлю.
Раби зі Східної Європи були відомі ще з часів рабства на Мальдівах, де їх називали чарукейси (черкеси).

#### Згасання

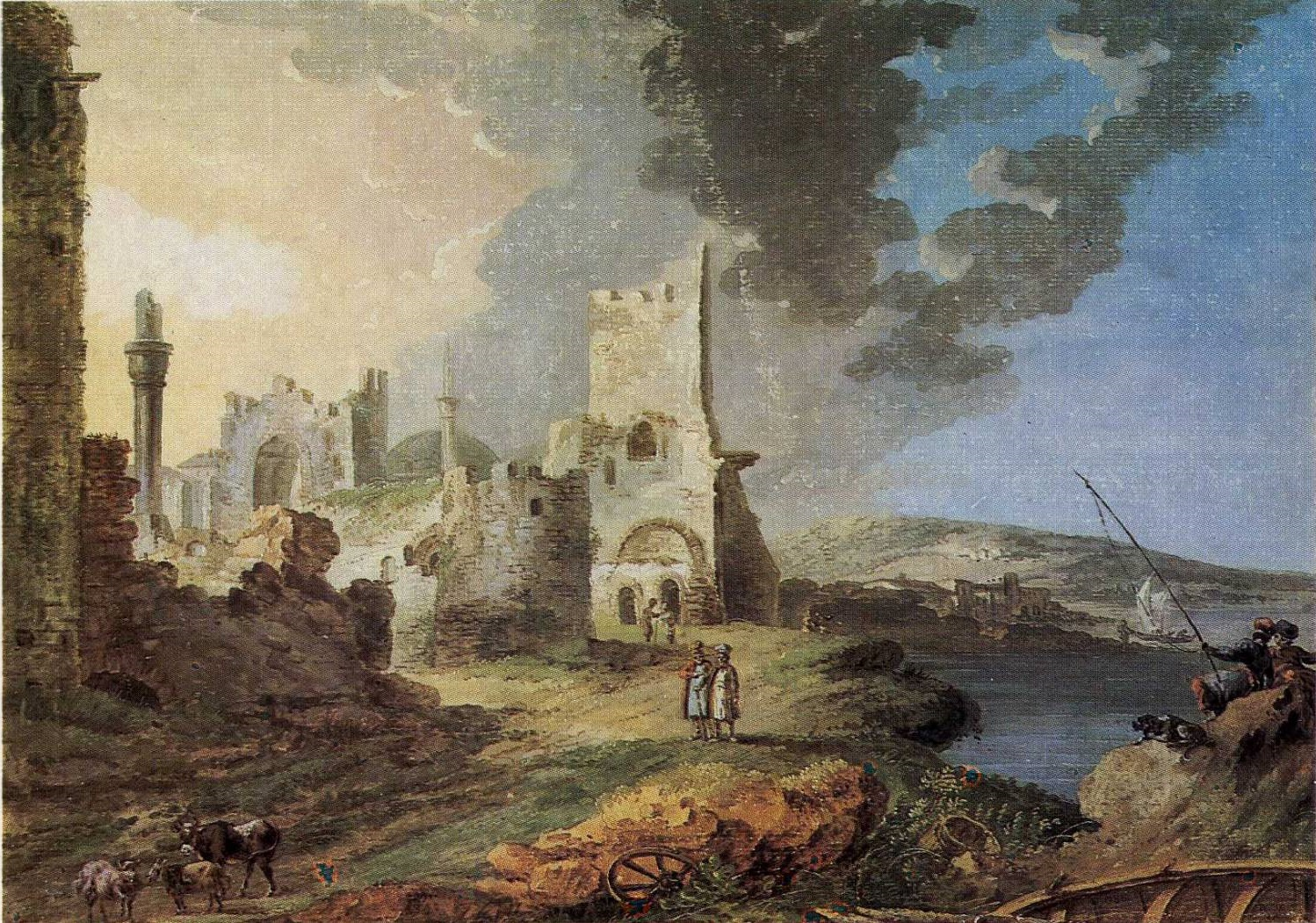
Кафа в руїнах після анексії Криму Росією

Останній набіг кримчаків по рабів відбувся у 1769 році під час російсько-турецької війни (1768–1774), коли в полон було взято 20 000 осіб.
Під час мирних переговорів з Росією 1773 року всіх російських полонених було відпущено додому з Криму без необхідності сплати викупу. Після Кючук-Кайнарджійського договору 1774 року всі раби та полонені в Криму, незалежно від національності, були звільнені. Звільнення такої великої кількості рабів, як у Криму, було грандіозним проєктом, який не можна було виконати швидко чи легко, і в 1775 році повідомлялося, що в Криму все ще залишалися тисячі рабів.
У 1783 році Кримське ханство було ліквідоване після анексії Криму Росією. Ще в 1805 і 1811 роках, коли Крим був російською провінцією вже більше двох десятиліть, тисячі людей все ще були зареєстровані в Криму в рабстві (ясирі) у кримських татар.

## Черкеська работоргівля (XVIII–XX століття)

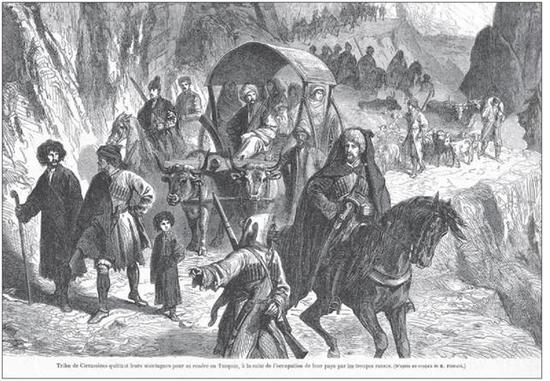
Черкеські біженці

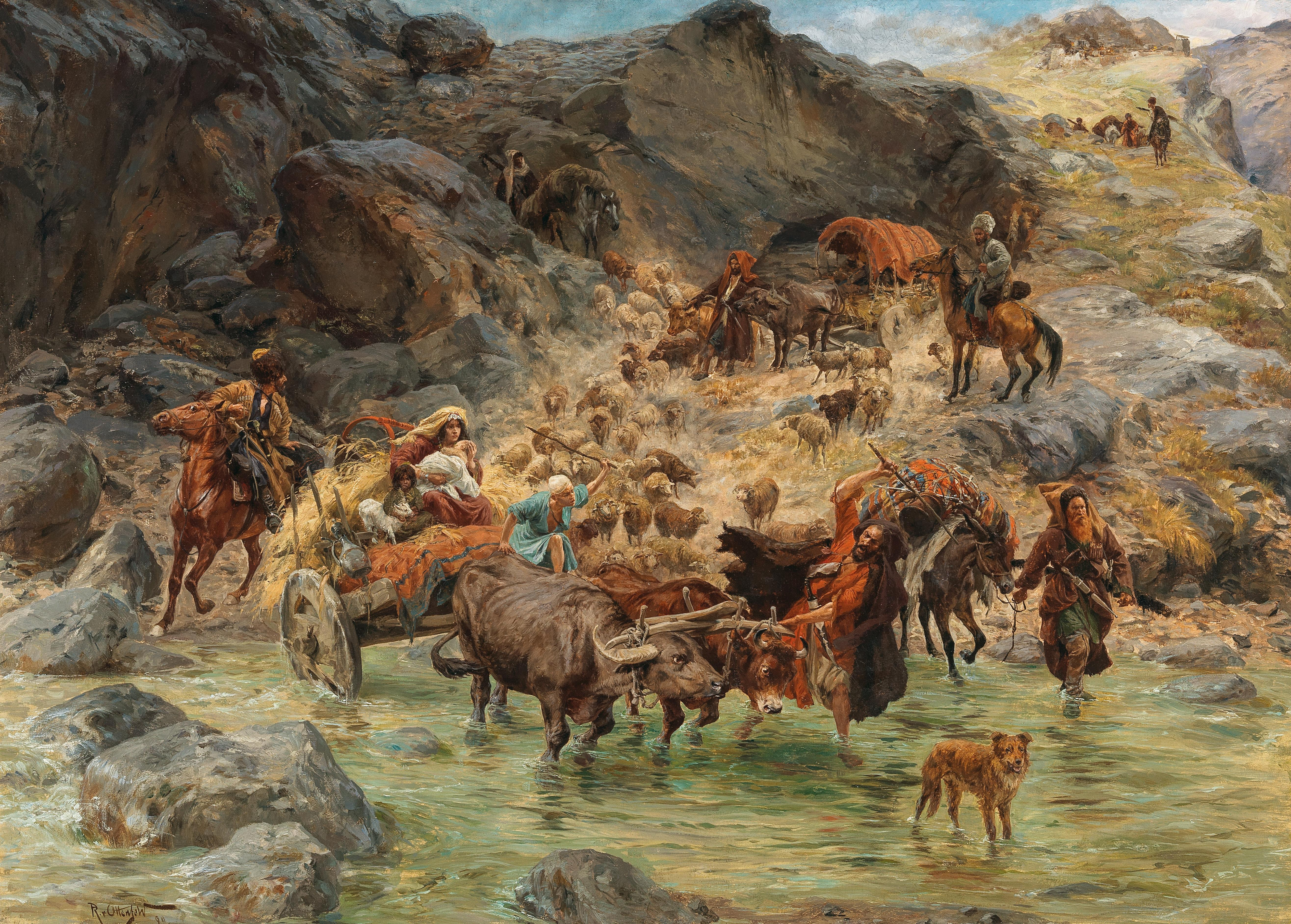
Черкеси залишають свої села

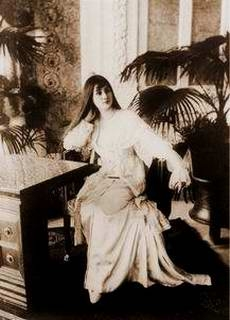
Ікбал-Ханим, жертва черкеської работоргівлі.

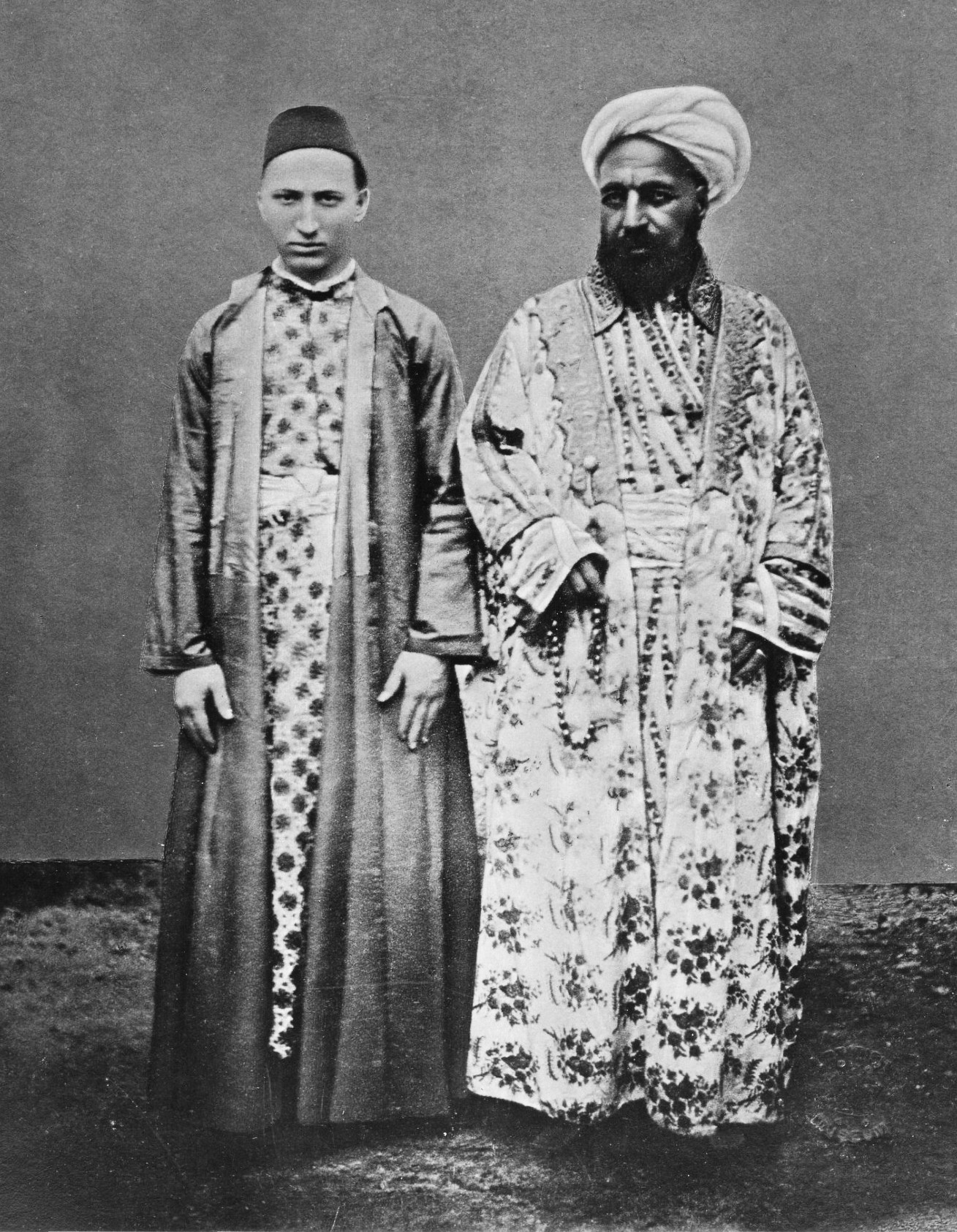
Мекканський купець (праворуч) та його черкеський раб. Під назвою «Vornehmer Kaufmann mit seinem cirkassischen Sklaven» [Видатний купець і його черкеський раб] Крістіана Сноука Гурґроньє, рік.

#### Передісторія
Кримська работоргівля припинилася з анексією Кримського ханства Hjcs'. наприкінці XVIII століття. Однак работоргівля черкесами з Кавказу на Близький Схід була перенаправлена з Криму і натомість пішла безпосередньо з Кавказу до Османської імперії, значно розширилася і тривала до початку ХХ століття. Черкеська работоргівля також отримала назву «кавказька работоргівля».
Черкеська работоргівля була значною мірою (хоча й не повністю) зосереджена на дівчатах. На ісламському Близькому Сході африканських жінок, яких продавали через транссахарську работоргівлю, червономорську работоргівлю і работоргівлю Індійським океаном, використовували переважно як домашню прислугу, а не виключно для сексуального рабства, тоді як білих жінок, яких продавали через чорноморську работоргівлю, воліли використовувати як наложниць (секс-рабинь) або дружин, і тому на них на Близькому Сході існував постійний попит.
Під час ранньомодерної кримської работоргівлі торгівля черкесами з Кавказу розширилася та розвинулася до того, що називалося дорогою работоргівлі розкішними рабами, забезпечуючи елітних рабів Османській імперії та Близькому Сходу.
З кінця XVIII століття, коли вперше работоргівля Кримського ханства припинилася з російською анексією 1783 року, черкеська работоргівля стала основним джерелом білих рабів для ісламського Близького Сходу, і цих рабів називали «черкесами».
У контексті черкеської работоргівлі термін «черкеси» не обов'язково стосувався етнічних черкесів, а використовувався як загальний термін для низки різних етнічних груп з Кавказького регіону, таких як грузини, адиги та абхази, так само, як термін «аббісинці» використовувався також для позначення африканських рабів, які не завжди були з Абіссінії.
Багато дружин і матерів османських султанів були черкесками, зокрема, але не обмежуючись ними: Махідевран-султан, Шевкефза-султан, Пересту-кадинефенді, Тірімюжган Кадин-ефенді, Нухетсеза-Ханим, Теллі Хюмашах-султан, Бедріфелек-Кадин, Бідар-Кадин, Камуреш-Кадин, Сервецеза-Кадин, Безміара-Кадин, Дюздіділ-Ханим, Хайраниділь Кадин-ефенді, Мейлісервет-Кадин, Міхренгіз-Кадин, Несрін Кадин Ефенді, Нурефсун-Кадин, Рефтаріділ-Кадин, Шаян-Кадин, Гевхерріз-Ханим, Джейланяр-Ханим, Ділфіріби-Кадин, Наланиділ-Ханим, Нергізев-Ханим та Шехсувар-Кадин. Багато інших наложниць, походження яких не зафіксовано, також, ймовірно, були черкеського походження.
Мусульманам заборонялося поневолювати інших людей, які були мусульманами до їхнього захоплення; технічно це робило поневолення етнічних черкесів проблемою, оскільки багато з них були мусульманами до поневолення, але на практиці той факт, що так багато черкеських невільниць вже були мусульманками, в рамках работоргівлі сприймався як «відкрита таємниця».

#### Работоргівля
Кавказ був ідеальним регіоном для работоргівлі, оскільки це була фрагментована прикордонна зона, що постраждала від постійних воєн та політичної нестабільності. До російського завоювання багато черкеських племінних вождів та князів визнали сюзеренітет османського султана та прийняли іслам, вели війну проти інших черкесів та продавали дітей своїх власних черкеських кріпаків османським работорговцям, щоб забезпечити власні фінанси. Черкеські батьки стали відомими своєю нібито готовністю продавати своїх дітей османським работорговцям, оскільки їхня бідність робила високий попит на черкеських дівчат надзвичайно прибутковим.
Османи мали тенденцію стверджувати, що рабство було корисним для черкесів, оскільки воно рятувало їх від «примітизму до цивілізації, від бідності та потреби до процвітання та щастя», і що вони добровільно ставали рабами: «Черкеси добровільно приїжджали до Стамбула, «щоб стати дружинами султана та пачів, а юнаки — беями та пачами»». Поширеною була твердженням, що черкеські дівчата прагнули рабства та просили батьків продати їх торговцям, бо це був єдиний спосіб підвищити свій класовий статус. Було загальновідомо, що черкеських дівчат купували переважно для того, щоб вони стали дружинами або наложницями багатих чоловіків, через що черкеська работоргівля розглядалася як форма шлюбного ринку, де работорговці вирощували дівчат як «учениць» для шлюбу, а потім продавали їх, щоб вони стали дружинами або наложницями багатих чоловіків. Нібито готовність продатися багатому чоловікові та таким чином втекти з бідності Кавказу стосувалася не лише «шлюбу» як такого: конкубінат був більш поширеним і часто був попереднім етапом шлюбу, але також розглядався як соціальний просування, а попит на наложниць на османському близькосхідному невільничому ринку значно зріс протягом XVIII століття. Поширеним було також таке твердження, що черкеські дівчата сміялися і жартували на невільничому ринку, що розглядалося як ще одна ознака того, що вони брали участь у ньому добровільно.
Офіційною політикою росіян з 1805 року було скасування работоргівлі на щойно завойованих територіях, і таким чином черкеська работоргівля або кавказька работоргівля була офіційно та поступово скасована, оскільки російське завоювання Кавказу тривало між початком 1800-х і 1860-ми роками. За Адріанопольським договором росіяни отримали контроль над османськими фортами вздовж узбережжя Чорного моря між Анатолією та Кавказом, що значно зменшило черкеську работоргівлю, що призвело до різкого зростання цін на білих жінок на ринках Константинополя та Каїра. У 1840-х роках Османська імперія погодилася припинити напади на російські фортеці вздовж Чорного моря в обмін на те, що росіяни закриють очі на черкеську работоргівлю на тодішньому російському Кавказі, яку росіяни погодилися мовчки терпіти.
У 1854 році під тиском Великої Британії та Франції Османська імперія заборонила работоргівлю білими жінками. Однак у березні 1858 року османський губернатор Трапезунда повідомив британському консулу, що заборона 1854 року була тимчасовою забороною воєнного часу, спричиненою іноземним тиском, і що він отримав наказ дозволити невільничим кораблям проходити Чорним морем на шляху до Константинополя, а в грудні було запроваджено офіційні податкові правила, які знову легітимізували работоргівлю черкесами.

Між 1856 і 1866 роками щонайменше півмільйона черкесів було вигнано з Кавказу росіянами. Черкеські колонії біженців в Анатолії та Константинополі продовжували продавати дівчат, у цьому випадку зазначається, що черкеси продавали дітей своїх черкеських рабів або кріпаків безпосередньо османським работорговцям або самим покупцям. Газета «Нью-Йорк Дейлі Таймс» 6 серпня 1856 року повідомила:
Останнім часом вулицями Константинополя ходить незвично багато черкесів. [...] Вони тут як работорговці, яким доручено розпоряджатися численними партіями черкеських дівчат, що вже деякий час виливаються на цей ринок. Розуміючи, що коли росіяни знову займуть узбережжя Кавказу, торгівля білими рабинями припиниться, черкеські торговці подвоїли свої зусилля від початку мирних конференцій, щоб ввезти до Туреччини якомога більшу кількість жінок, поки є можливість це зробити. Вони досягли такого успіху, незважаючи на заборону торгівлі з боку Порти і присутність такої кількості кораблів Її Величності в Чорному морі, що ніколи, мабуть, ніколи раніше біла людська плоть не була такою дешевою, як зараз.
Після 1854 року майже всі наложниці в османському гаремі були черкеського походження; черкеси були вигнані з підконтрольних Росії земель у 1860-х роках, і збіднілі батьки-біженці продавали своїх дочок у торгівлі, яку толерували, незважаючи на формальну заборону.
Продовжувалася також работоргівля з самого Кавказу. У 1872–1873 роках британські джерела та преса повідомляли, що черкеських рабів тепер перевозили через Чорне море регулярними суднами, деякі з яких належали європейським компаніям, з чорноморських портів, таких як Трабзон і Самсун, до Константинополя.
У 1873 році в Стамбулі було багато черкеських рабинь, проданих рабовласниками-іммігрантами-черкесами громадянам Османської імперії, але які втекли і намагалися судитися з урядом за свою свободу, як описував тогочасний звіт: «Будучи рабинями черкеських іммігрантів і будучи проданими своїми власниками покупцям у Стамбулі, більшість рабинь після продажу звертаються до уряду з вимогами про свободу», а також про те, як цих жінок утримували в будинках чиновників, поки суд не визначив, чи можуть вони бути вільними, чи є юридично рабинями. Деякі жінки, які звернулися до суду з проханням про свободу, дійсно були звільнені, але бути вільною неодруженою жінкою в ісламському суспільстві створювало значні труднощі, якщо тільки вона не була захищена сім'єю, яка б не змогла домовитися про шлюб з ними.
Офіційно работоргівля в Османській імперії була заборонена Кануннаме 1889 року, але це було переважно питанням міжнародної дипломатії, а не практично, хоча відкриті ринки рабів зникли, а купівля рабів офіційно стала називатися «усиновленням/удочерінням». Османська влада більше неохоче забороняла черкеську работоргівлю, ніж африканську работоргівлю, оскільки черкеська работоргівля фактично розглядалася як шлюбний ринок і тривала до кінця Османської імперії (1922). Османська еліта не любила вільно найманих служниць і надавала перевагу рабиням, і хоча рабство в Османсько-імперському гаремі було офіційно ліквідовано в 1909 році, решта османської еліти тримала власних домашніх рабів. Останні залишки рабства як правового інституту в Османській імперії зникли з її ліквідацією на початку 1920-х років.

#### Ринок рабів
Константинополь був центром черкеської работоргівлі. Після ліквідації стамбульського невільничого ринку в 1846 році білих дівчат-рабинь більше не продавали на відкритому невільничому ринку, такому як Аврет Пазарлари, а безпосередньо покупцеві в резиденції работорговця. Черкеські дівчата купувалися работорговцями дуже молодими, виховувалися работорговцем і його сім'єю як «прийомні дочки», щоб стати ідеальними дружинами, і продавалися через «шлюбного брокера» покупцеві за гроші в резиденції работорговця. Прихований характер черкеської работоргівлі робив її невидимою для іноземних дипломатів і піддавав її меншій критиці з боку громадськості, ніж більш відкриту африканську торгівлю рабинями.
Черкеська работоргівля вважалася розкішною торгівлею. Білих жінок продавали в шість разів дорожче, ніж жінок етнічної категорії, яка вважалася другою найкращою, – жінок галла (оромо) з Абіссінії, яких продавали за десяту або третину ціни білої жінки, залежно від того, наскільки світлою була її шкіра.

Перевага білих дівчат над африканськими як сексуальних рабинь була відзначена міжнародною пресою, коли ринок рабів був заполонений білими дівчатами у 1850-х роках через геноцид черкесів, що призвело до зниження ціни на білих рабинь, а мусульманські чоловіки, які раніше не могли купувати білих дівчат, тепер обмінювали своїх чорношкірих рабинь на білих. Газета «Нью-Йорк Дейлі Таймс» 6 серпня 1856 року повідомила:
У минулі часи «хороша середня» черкеска коштувала дуже дешево - 100 фунтів стерлінгів, але в даний час той самий опис товару можна отримати за 5 фунтів стерлінгів! [...] Раніше черкеська невільниця була майже впевнена, що її куплять у хорошу сім'ю, де на неї чекає не тільки добре поводження, але часто й чин і багатство; але за нинішніх низьких цін її може взяти будь-який гакстер, який раніше ніколи не думав тримати рабиню. Іншим злом є те, що спокуса володіти черкеською дівчиною за такою низькою ціною настільки велика у свідомості турків, що багато хто з тих, хто не може дозволити собі утримувати кількох рабів, відправляють своїх чорношкірих на ринок, щоб звільнити місце для новопридбаної білої дівчини. Наслідком цього є те, що останнім часом багато чорношкірих жінок, які перебували в одних руках по вісім-десять років, були передані на продаж посередникам. Чимало з цих нещасних створінь перебувають у стані, абсолютно непридатному для продажу. Я маю інформацію від поважного работорговця, що в даний час на ринок викинуто надзвичайно велику кількість невільниць, що перебувають у сімейному зв'язку, деякі з них навіть є рабинями пашів і високопоставлених осіб. Він вважає їх настільки непридатними для продажу, що змушений відмовитися від подальшого отримання. Одне спостереження пояснить причину цього, що може здатися дивним у порівнянні з цінністю, яка надається навіть ненародженій чорношкірій дитині в деяких рабовласницьких країнах. Очевидно, що в Константинополі живе дуже багато невільниць, які мають звичні статеві стосунки зі своїми турецькими господарями, але рідко можна побачити мулата. Що відбувається з нащадками таких статевих зв'язків? Я без вагань скажу, що його позбуваються за допомогою дітовбивства, і що навряд чи знайдеться в Стамбулі сім'я, де б дітовбивство не практикувалося в таких випадках як само собою зрозуміле, без найменших докорів сумління чи страху.
Білих жінок-рабинь купували переважно для того, щоб вони стали дружинами або наложницями (секс-рабинями) для багатих чоловіків. Купівля невістки розглядалася як хороша альтернатива при укладанні шлюбу, оскільки вона, швидше за все, стане покірною дружиною, не маючи ні власних грошей, ні родичів, і повністю залежатиме від своєї нової сім'ї. Оскільки білі жінки коштували дуже дорого на невільничому ринку, він, по суті, функціонував як шлюбний ринок для вищих класів, а багато консорціумів османських і єгипетських правителів та інших багатих чоловіків були колишніми жертвами черкеської работоргівлі, що зробило її чутливою темою для критики з боку західних дипломатів. Протягом усього ХІХ століття багатьох дружин османських султанів описували як черкеських жінок, яких дітьми довірили гарему та виховували як прийомних дочок жіночої статі Османської династії, а потім віддавали до Османського імперського гарему, де вони ставали дружинами – евфемізм для рабинь-наложниць – османських султанів. Рабинями-наложницями в гаремі Каджарів в Ірані також були грузинські та вірменські дівчата, деякі з яких були військовополоненими, а також куплені на невільничих ринках та подаровані шаху з провінцій.

Черкеська работоргівля зберігалася на початку ХХ століття під виглядом шлюбного ринку. Американський журналіст Е. Александр Пауелл описав торгівлю рабами до гаремів північноафриканського Магрибу в 1912 році, коли багатий мусульманин захотів розширити свій гарем:
...він звертається до одного з відомих торговців у Тетуані, Тріполі чи Требізонді, укладається шлюбний контракт, і всі церемонії законного шлюбу проходять за дорученням. Вдаючись до цих фіктивних шлюбів і подібних хитрощів, власник гарему може придбати стільки рабів, білих, коричневих чи чорних, скільки забажає, і як тільки вони опиняються в стінах його будинку, ніхто не може втрутитися, щоб звільнити їх, оскільки поліція за жодних умов не має права порушувати приватне життя гарему, і, очевидно, не існує жодних гарантій свободи чи навіть життя його мешканців. В результаті такої системи до міст північноафриканського узбережжя різними обхідними шляхами просочується постійний потік рабинь - білявих красунь з Грузії та Черкесії, смаглявих арабських дівчат з кордонів Сахари та негритянок з Екваторіальної Африки, і хоча європейські чиновники чудово знають про такий стан речей, вони безсилі покласти йому край. Отримані таким чином жінки, хоча номінально і є дружинами, насправді є рабинями, бо їх купують за гроші, з ними не радяться щодо їхнього продажу, вони не можуть піти, якщо незадоволені, і саме їхнє життя перебуває в розпорядженні їхніх господарів. Якщо це не рабство, то я не знаю, що це таке.
Проте черкеська работоргівля не обмежувалася лише продажем рабинь. За часів династії Каджарів в Ірані для королівської гвардії все ще використовували рабів-солдатів, відомих як гільман, які переважно походили з білих рабів Кавказу. Війна 1828 року з Росією поклала край імпорту білих рабів з прикордонних територій Російської імперії, оскільки підірвала торгівлю черкесами та грузинами. Це призвело до поступового зникнення рабської армії в Ірані, де в королівській гвардії почали використовувати вільних іранців замість африканських рабів, які все ще були доступні.
У 1920-х роках дівчат з Кавказу та черкеських колоній в Анатолії все ще продавали на Близький Схід. У 1924 році закон заборонив поневолення білих дівчат (зазвичай вірменських або грузинських) на території Кувейту, але в 1928 році було виявлено щонайменше 60 білих дівчат-рабинь. З середини ХІХ століття білі дівчата ставали все більш рідкісними учасницями работоргівлі, і їх поступово замінювали світлошкірі жінки з Африки та Азії - работоргівля тривала до 1960-1970-х років, коли рабство в Саудівській Аравії, рабство в Об'єднаних Арабських Еміратах і рабство в Омані було остаточно заборонено.

## Галерея

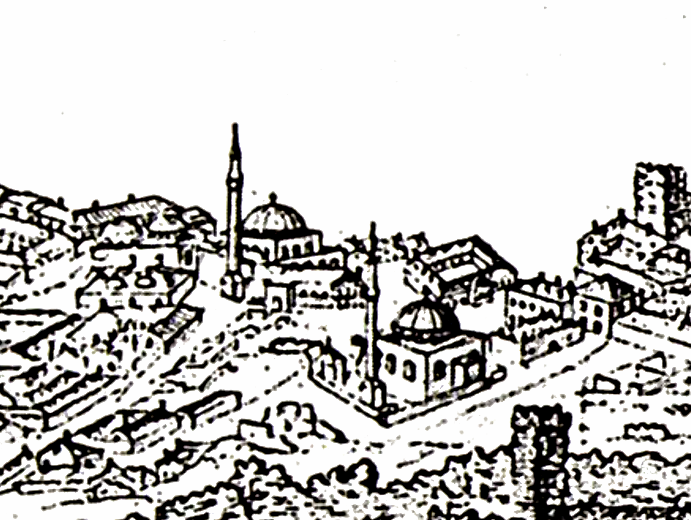
Кафа приблизно в 1800 році.
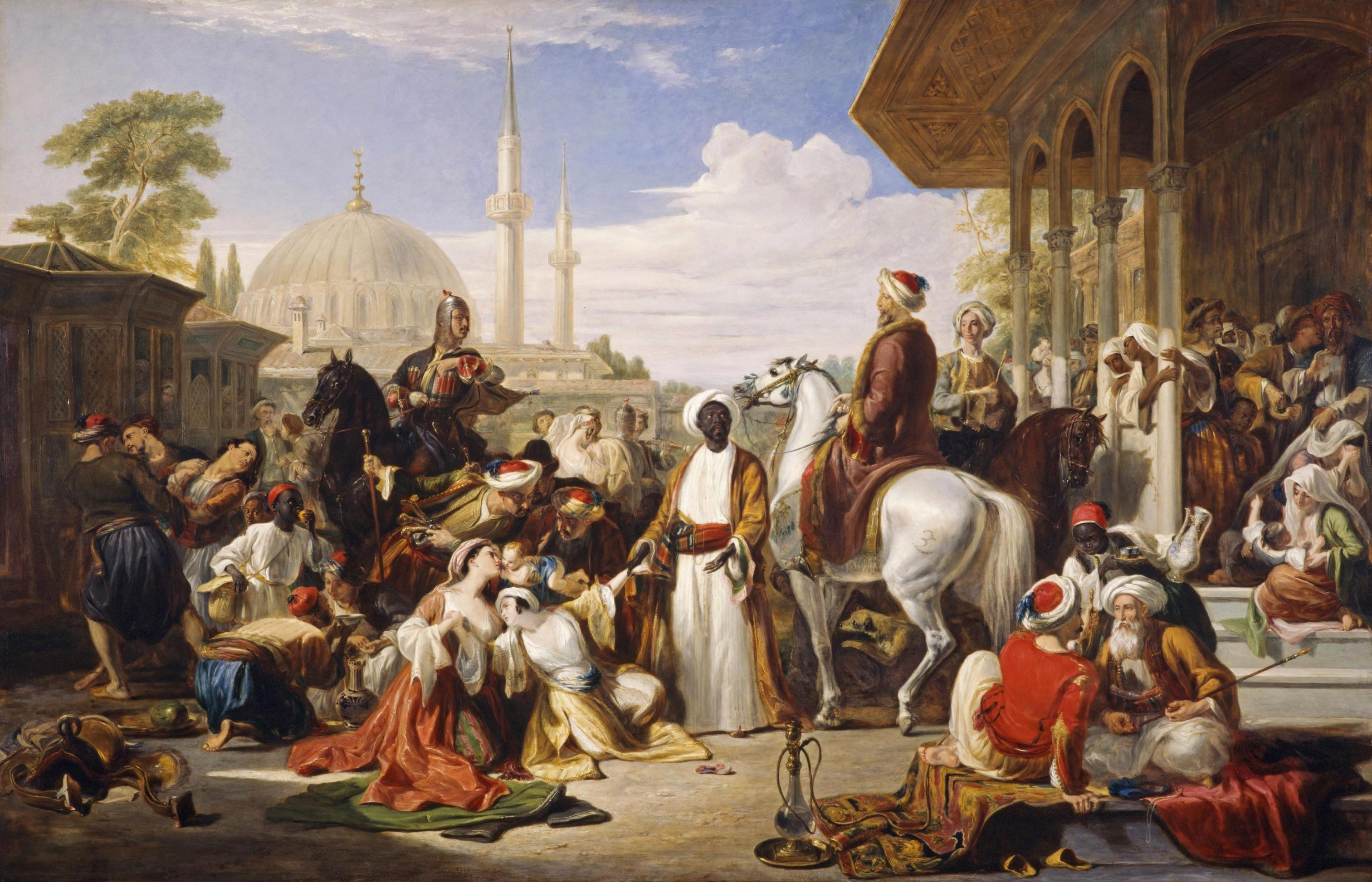
Вільям Аллан (1782–1850) - Невільничий ринок, Константинополь.
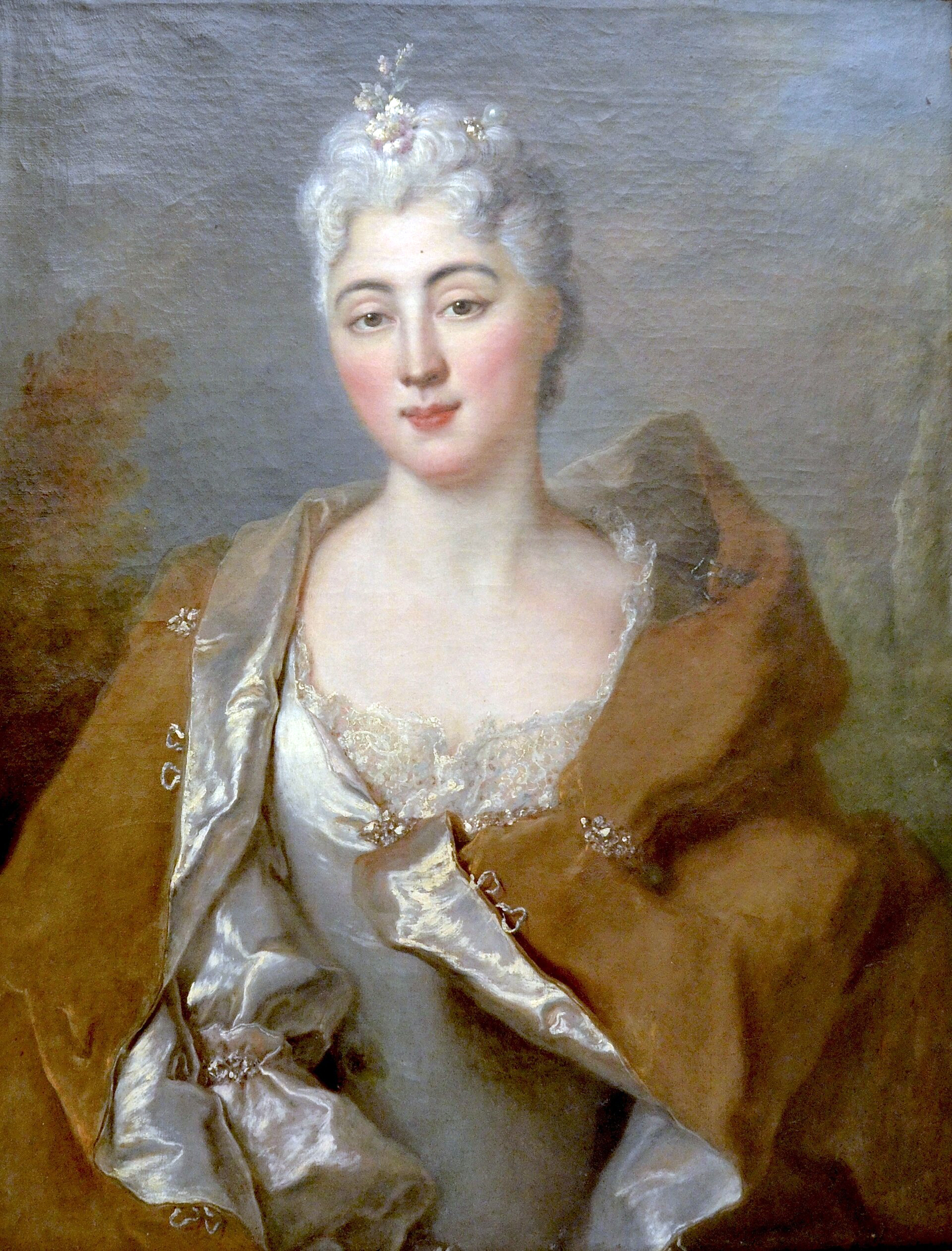
Шарлотта Айссе, жертва кримської работоргівлі.
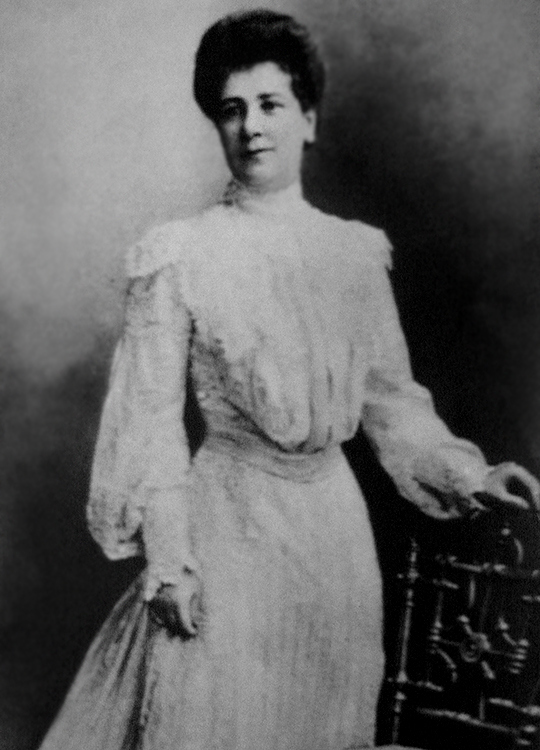
Нешеділ-Кадин, жертва черкеської работоргівлі.